# Histórias de Jasão e Medeia (Carracci)
As Histórias de Jasão e Medeia (Storie di Giasone e Medea, em italiano) é um friso de dezoito afrescos pintados em 1584 pelos Carracci, os dois irmãos Annibale e Agostino e o primo destes Ludovico, família de pintores italianos da chamada Escola de Bolonha, friso que se destinou a decorar o topo das quatro paredes do salão nobre do Palazzo Fava, em Bolonha, onde ainda se encontra.
Se quiséssemos descrever a finura da arte, bem como o julgamento sobre estas obras, seria maior a dificuldade do que a encontraram os próprios Argonautas no seu grande empreendimento, e sendo tão numerosos e como eles eram, que seria necessário todo um volume.
- Carlo Cesare Malvasia a propósito das Histórias de Jasão e Medeia, Felsina Pittrice (1678)

## História

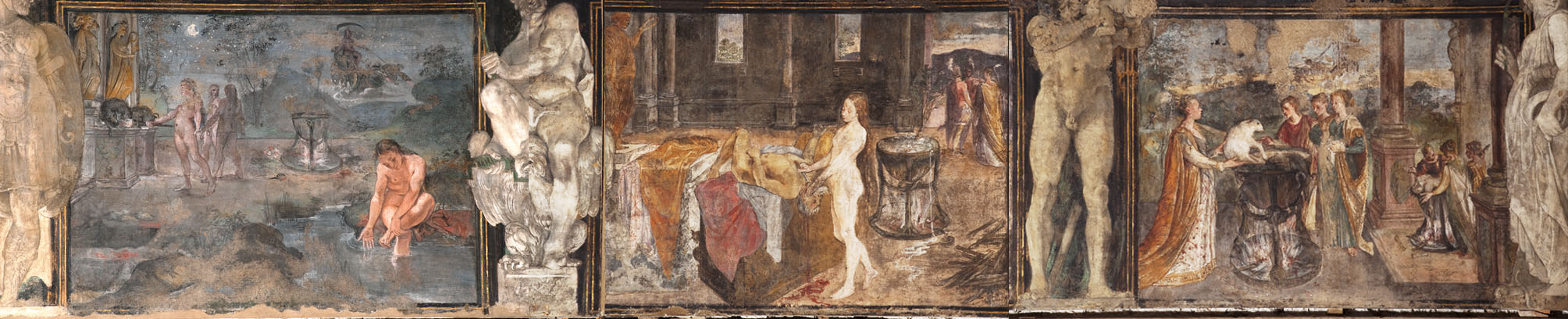
Uma secção do friso com as Histórias de Jasão e Medeia

Os Fava eram uma família rica da burguesia intelectual bolonhesa cuja fortuna estava ligada ao sucesso nas profissões e, em particular, ao execício e ensino da arte médica. Tendo ascendido à posição nobiliária, mandaram construir um dos mais belos palácios do centro da cidade, consistente com o seu novo estatuto, destinado ao conde Filippo Fava e à sua jovem esposa, Genebra Orsi, rebento de uma das famílias mais poderosas de Bolonha.
A decoração de parte do palácio foi confiada, entre 1582 e 1583, aos jovens pintores Ludovico, Agostino e Annibale Carracci, que ainda não se destacavam na cena artística bolonhesa. Esta é a primeira grande encomenda que receberam, bem como a primeira vez que os Carracci se envolvem com a técnica do afresco com a qual atingirão nos próximos anos, os três, uma posição de relevo.
De acordo com o narrado pelo historiador Malvasia, seria o pai de Annibale e Agostinho, Antonio Carracci, que servia o conde Filippo como alfaiate, que proporcionou a oportunidade aos três pintores. Sabendo que  Fava estava à procura de pintores para decorar a sua nova residência, Antonio tomou a iniciativa defendendo as qualidades dos seus filhos e seu sobrinho Ludovico. Ainda de acordo com Malvasia, os Carracci, para obter esta importante encomenda, que consolidaria a carreira que estava no seu início, ofereceram-se para executar os afrescos por um preço muito reduzido.

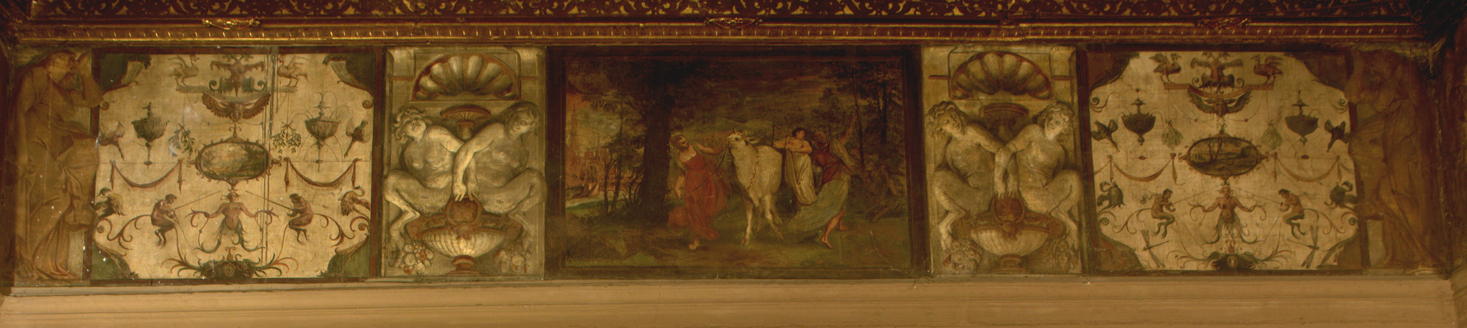
Uma secção do friso com as Histórias de Júpiter e Europa também realizado pelos Carracci no Palazzo Fava, contemporaneamente ao de Jasão e Medeia

O encargo assim obtido envolvia duas salas no palácio: uma sala bastante grande onde foi pintado o friso com as histórias dos Argonautas, e um pequeno camarim onde foi criado outro friso, muito menos extenso do que o primeiro, com as histórias de Júpiter e da Europa. Os dois trabalhos começaram provavelmente ao mesmo tempo mas o do camarim foi completado algum tempo antes da conclusão do friso sobre de Jasão e Medeia.
No Palácio de Fava também há um terceiro friso dos Carracci, retratando as Histórias de Eneias, composto com representação de episódios da Eneida. A crítica atual, no entanto, em termos quase unânimes, considera que esta terceira intervenção na residência dos Fava é de alguns anos posterior da primeira encomenda dos frisos de Jasão e Medeia, e de Júpiter e Europa.

## As fontes

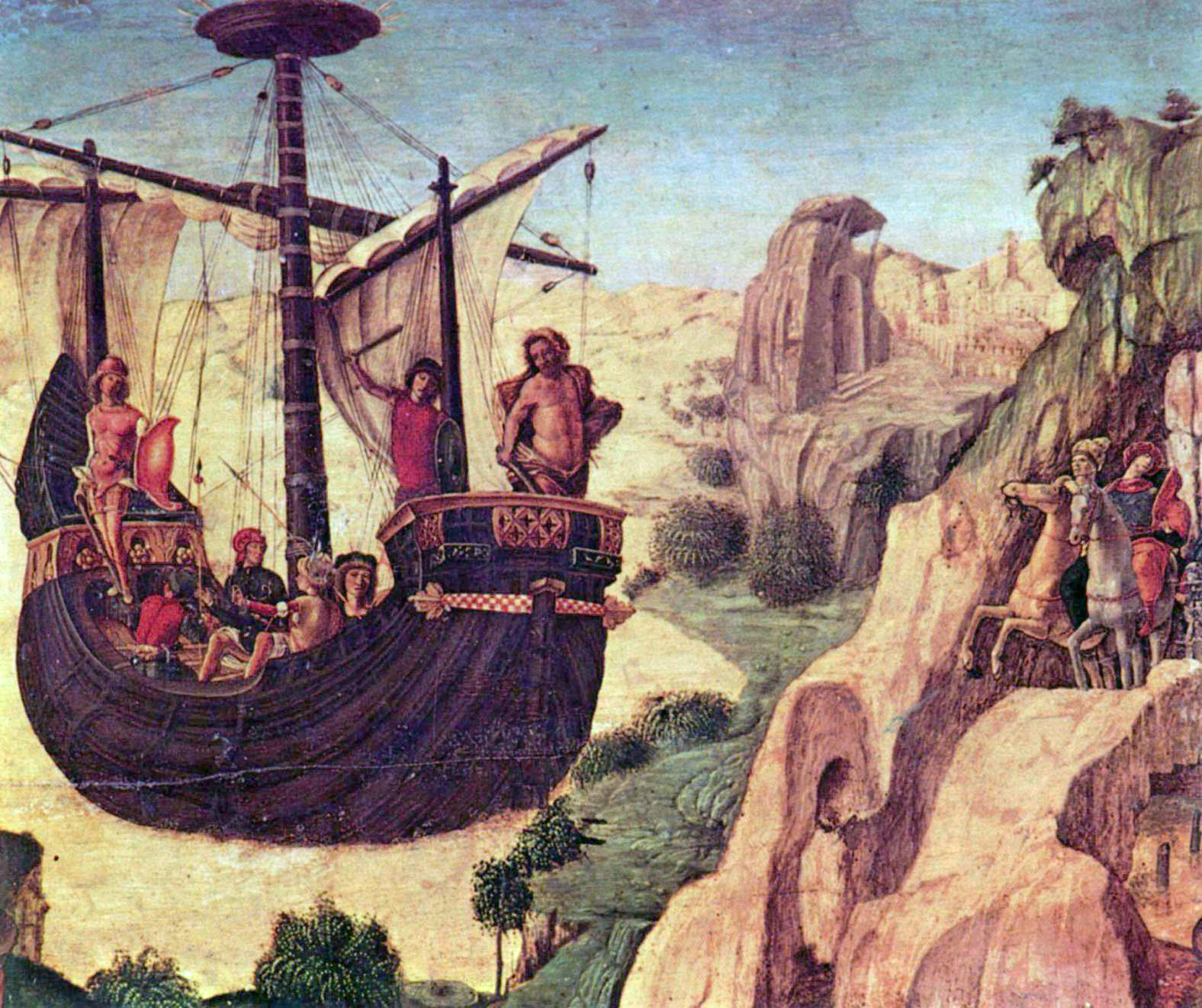
A nau Argo (fim do século XV), Lorenzo Costa (?), decoração de arca nupcial actualmente nos Museus Cívicos de Pádua

As fontes literárias seguidas para a realização do friso de Jasão e Medeia são múltiplas. Entre elas, estão em primeiro lugar os clássicos, como as Argonáuticas de Apolónio de Rodes e algumas partes da obra de Ovídio, especialmente o Livro VII de Metamorfoses. Há, depois, a IV Ode Pítica de Píndaro e, talvez, para a cena perdida da lareira, a tragédia de Eurípides dedicada a Medeia.
É muito provável também que, além dos textos clássicos, para a definição do programa de afrescos, tivessem sido consultados compêndios mitológicos muito em voga no século XVI. Entre estes, parece certo o uso de Mythologiae, Sive Explicationis Fabularum Libri Decem de Christmas Conti, impresso em Veneza em 1568.
Em qualquer caso, os painéis individuais não seguem exatamente uma única das fontes específicas identificadas, mas sim um pastiche de algumas delas.
Uma leitura em particular, além disso, encontra no friso do Palazzo Fava uma transposição na pintura dos ditames das teorias nascentes do romance cavalheiresco, em cujas primeiras e mais realizadas edições se incluem o Discorso intorno al comporre dei romanzi (Discurso sobre a composição de romances) publicado em 1554 de Giambattista Giraldi Cinzio e I Romanzi (Os Romances) de Giovan Battista Pigna no mesmo ano.
Estes tratados, escritos na sequência do enorme sucesso de Orlando Furioso de Ludovico Ariosto, codificam as regras - se não a necessidade - para o romance moderno superar as prescrições da poética aristotélica, citando ambos o mito argonáutico, circunstância que não parece alheia à escolha do tema pelos Carracci, que surge como uma espécie de precursor do novo género literário.
Ao nível figurativo, um precedente frequentemente sugerido como modelo compositivo (mas não estilístico) de várias cenas do friso do Palazzo Fava são as gravuras que decoram o livro do alquimista francês de múltiplos conhecimentos Jacques Gohory, Livre de la Conqueste de la Toison d'or, par le Prince Jason de Tessalie, impresso em 1563. As vinte e seis ilustrações do livro de Gohory foram gravadas por René Boyvin com base em desenhos de Léonard Thiry, artista que colaborou com Rosso Fiorentino na Galeria de Francesco I, e que são exemplificativas do gosto e do estilo da Escola de Fontainebleau.

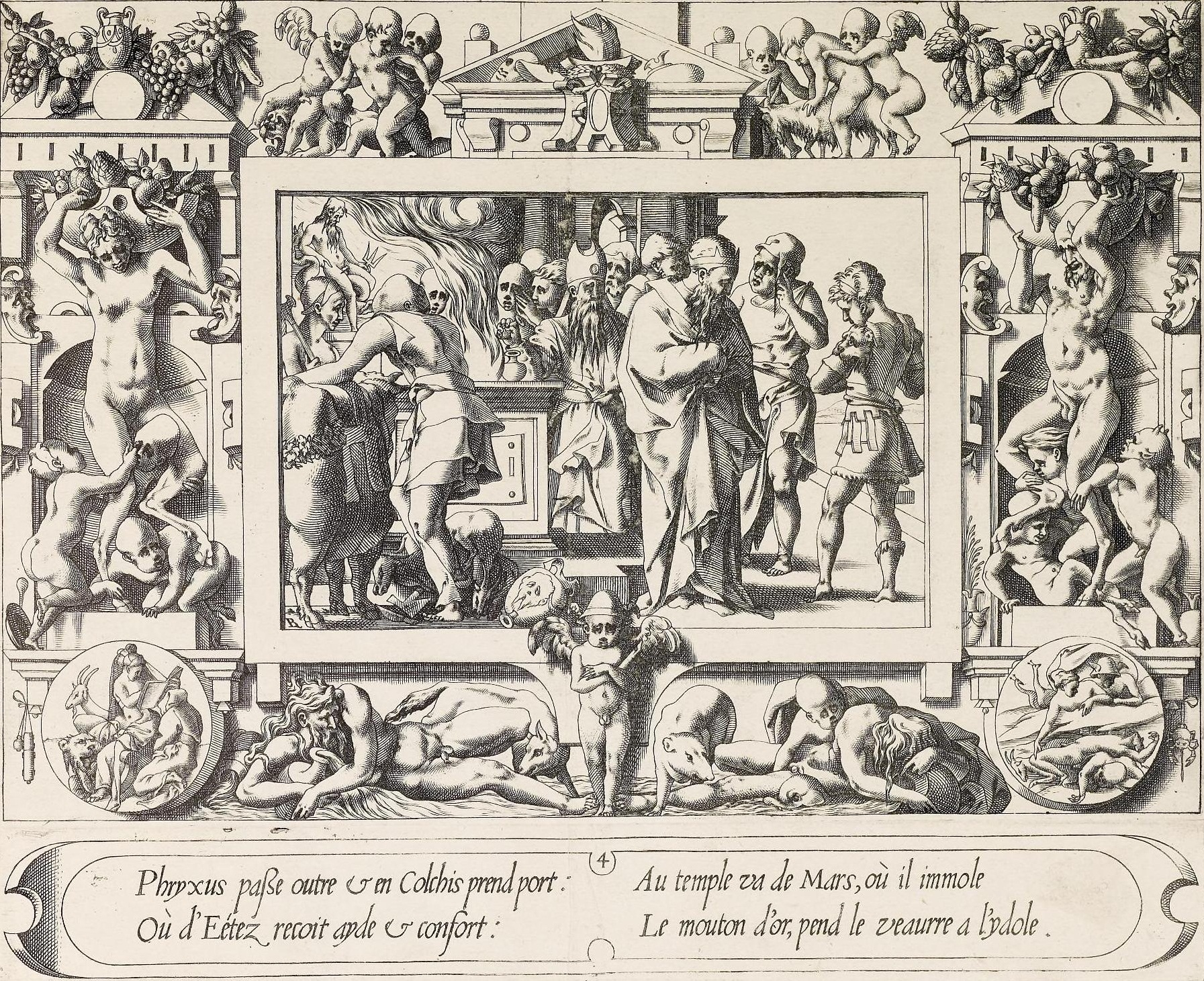
Sacrifício de Eetes gravura de René Boyvin, Livre de la conqueste de la Toison d'Or de 1563

Mesmo a decisão de enquadrar as cenas narrativas entre divindades clássicas usadas como falsos atlantes pode ter sido inspirada no exemplo das gravuras do Livre de la Conqueste de la Toison d'or, uma vez que nalgumas delas ocorre uma solução compositiva muito similar.
Também se equacionou que a decoração de algumas arcas nupciais da época, que representam a história de Jasão e Medeia, podem ter sido uma outra fonte figurativa do friso do Palazzo Fava. O tema, de fato, possui vários precedentes na decoração deste artefato (tipicamente toscano, mas também difundido em outras regiões do Centro-Norte de Itália), talvez por causa da identificação em Medeia de um exemplo (extremo) de fidelidade conjugal. Nesse sentido, foi proposto uma relação entre o friso Carracci e uma arca nupcial originária provavelmente de Ferrara (mas segundo alguns de produção bolonhesa), atribuída ou a Ercole de' Roberti, ou a Lorenzo Costa (ou mais provavelmente às respectivas oficinas), ou ainda a artistas bolonheses menos famosos.
Ignora-se quem foi o criador da iconografia dos afrescos: alguns, com base em Malvasia, assumem que pode ter sido Agostinho Carracci, um homem de boa cultura. Outros estudos, no entanto, acreditam que pode ter havido a intervenção mais "sólida" de homens de letras. O projecto do ciclo considera-se, no entanto, que se deve sobretudo a Ludovico, o mais capacitado dos três naquela época, mas sem excluir a contribuição ideográfica dos outros dois Carracci.

## O friso dasHistórias de Jasão e Medeia

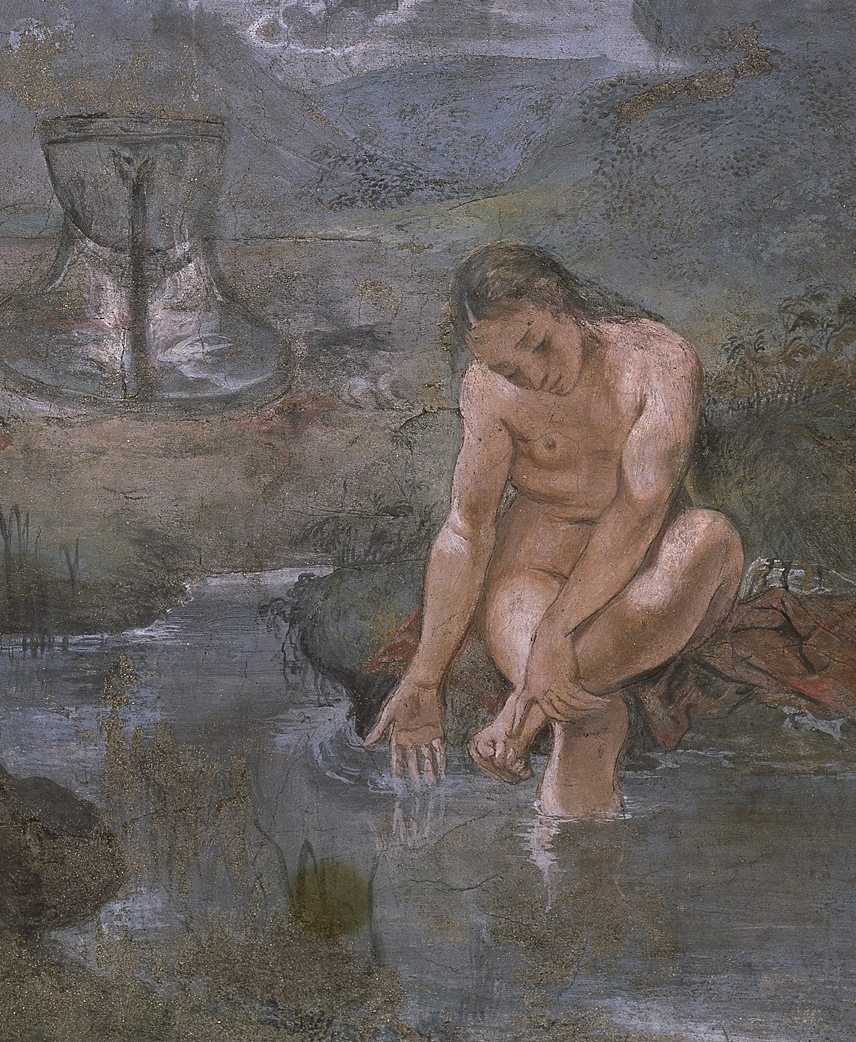
Feitiços de Medeia, detalhe

No Palazzo Fava, os Carracci enfrentaram pela primeira vez no seu percurso artístico a realização de uma decoração em friso. Foi um sistema decorativo típico das habitações nobres de Bolonha, na época, onde ainda existem muitos testemunhos. Muitos dos melhores artistas bolonheses das gerações anteriores aos Carracci dedicaram-se a este tipo de decoração, destacando-se os nomes de Niccolò dell'Abbate, um verdadeiro especialista do género, e Pellegrino Tibaldi.
O sistema de friso consiste na realização de uma faixa de afrescos, geralmente "curta", imediatamente colocada abaixo do teto de uma sala e estendida, de forma contínua, ao longo do perímetro da sala (ou seja, de todas as quatro paredes). Esta faixa é então dividida em painéis, isto é, nos espaços destinados a acolher o tema da decoração, entrelaçados com elementos decorativos (também chamados de "atlantes") que separam um painel do outro.
Dada esta estrutura, o friso é particularmente adequado para descrever uma narrativa, ou seja, uma história cujos vários momentos são distribuídos cronologicamente pelos painéis divididos pelos atlantes. Os temas escolhidos foram, em geral, eventos históricos (o acontecido com Alexandre o Grande, por exemplo, ou os heróis da Roma antiga), ou eram temas literários antigos, como as histórias tiradas da Eneidq ou da Odisseia, ou modernas, como as histórias cavalheirescas de Ariosto. Foram raros, no entanto, os temas mitológicos a que os Carracci se dedicaram no Palazzo Fava.

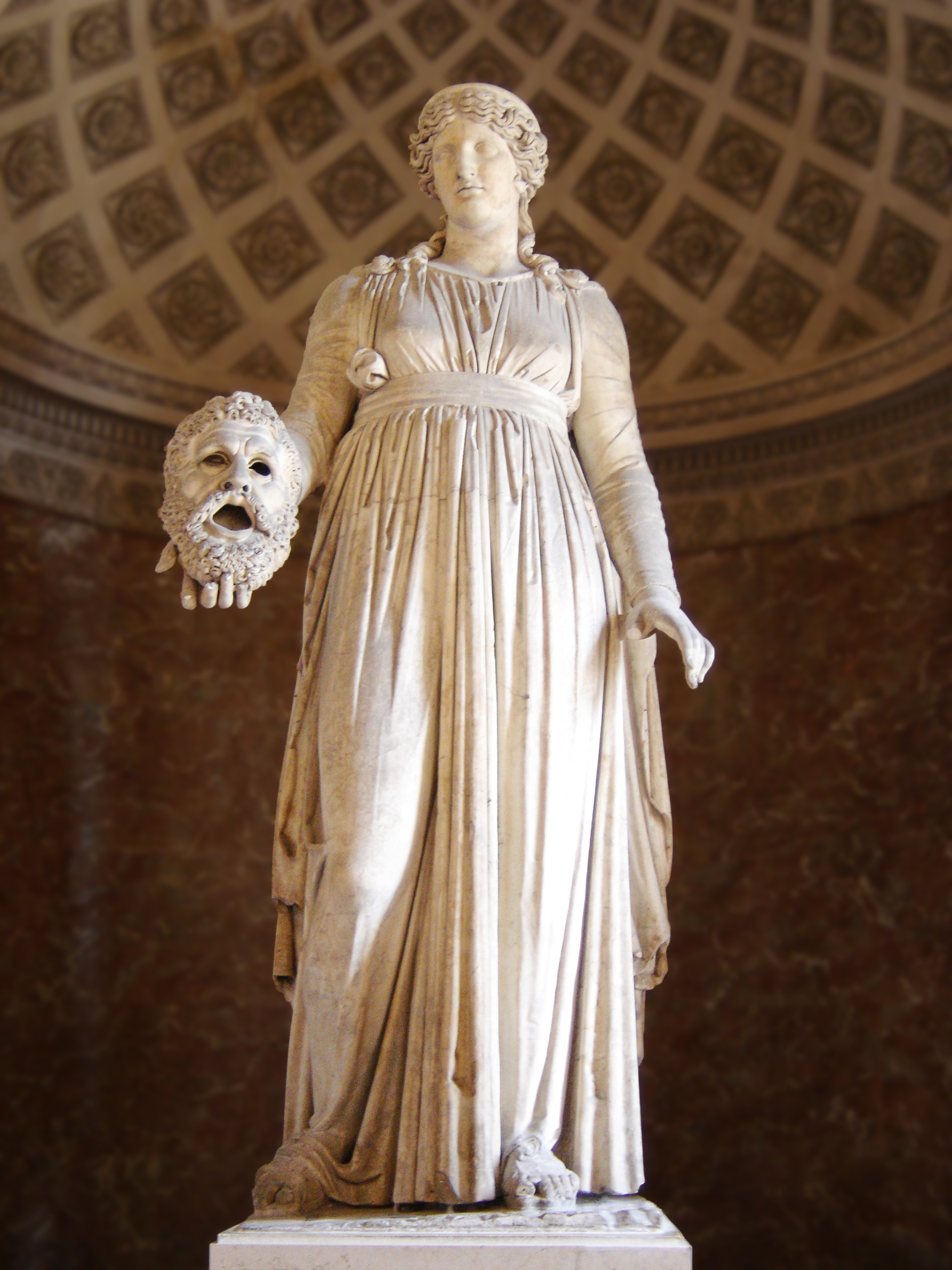
Melpomene, I século a.C., no Louvre, Paris

Quanto à escolha do tema do friso com Jasão e Medeia, não se trata de casualidade que o assunto já tivesse sido tratado na decoração de outra propriedade (actualmente demolida) dos Fava por Pellegrino Tibaldi.
Foi argumentado que para os clientes as histórias dos Argonautas tinham um significado especial que deveria estar relacionado com o estudo e a prática da medicina pelos Fava, ciência que na história dos Argonautas tem vários pontos de tangência alegóricos, entre os quais as artes de magia de Medeia são as mais imediatas.
O friso é composto de dezoito painéis narrativos onde são contadas as histórias da conquista do velo dourado, intervaladas por vinte e duas divindades monocromáticas que desempenham a função de atlantes. A fonte iconográfica dos atlantes é a mitografia de Vincenzo Cartari, Imagini de i Dèi delli Antichi, uma publicação bem sucedida do século XVI, reproduzida repetidas vezes.
Para várias destas figuras monocromáticas, foram identificadas estilisticamente algumas imagens da estatuária tanto antiga como contemporânea dos pintores. Tais associações referem-se essencialmente às divindades masculinas representadas no ciclo, não se verificando o mesmo em quase todas as femininas. Para estas últimas, devido à repetição da roupa pesada que exceptuando Vénus as cobre, considera-se mais como uma reprodução genérica do mesmo tipo iconográfico, de que um bom exemplo pode ser encontrado na estátua da musa Melpomene do Louvre. Como já anotava Carlo Cesare Malvasia em Felsina Pittrice (1678), as divindades que fazem de atlantes estão em relacionamento temático com as cenas narrativas que separam.
Um episódio final da história foi representado sobre uma lareira na sala. Tratava-se do assassinato de Creusa (filha de Creonte), rei de Corinto, por quem Jasão se apaixonou e que por tal pretendia repudiar Medeia. Esta, por vingança, deu a Creusa um vestido enfeitiçado que, uma vez vestido, libertou veneno (ou, segundo outra versão, pegou fogo), matando a princesa coríntia. O fresco que decorava a lareira entretanto perdeu-se.

## Descrição dos afrescos dasHistórias de Jasão e Medeia
A sala do Palazzo Fava que alberga o friso tem planta rectangular estando os dezoito afrescos implantados cinco em cada uma das paredes mais longas e quatro nas mais curtas.
Cada parede abriga um "capítulo" de toda a história. A primeira seção trata dos eventos anteriores à expedição para a conquista do Velo dourado; a segunda diz respeito às aventuras da viagem dos Argonautas; a terceira aos eventos que acontecem na Cólquida, a terra distante onde se encontra o velo de ouro; a quarta é sobre os eventos ocorridos em Iolco, o retorno à pátria de Jasão, seguido por Medeia.

### O funeral fingido de Jasão

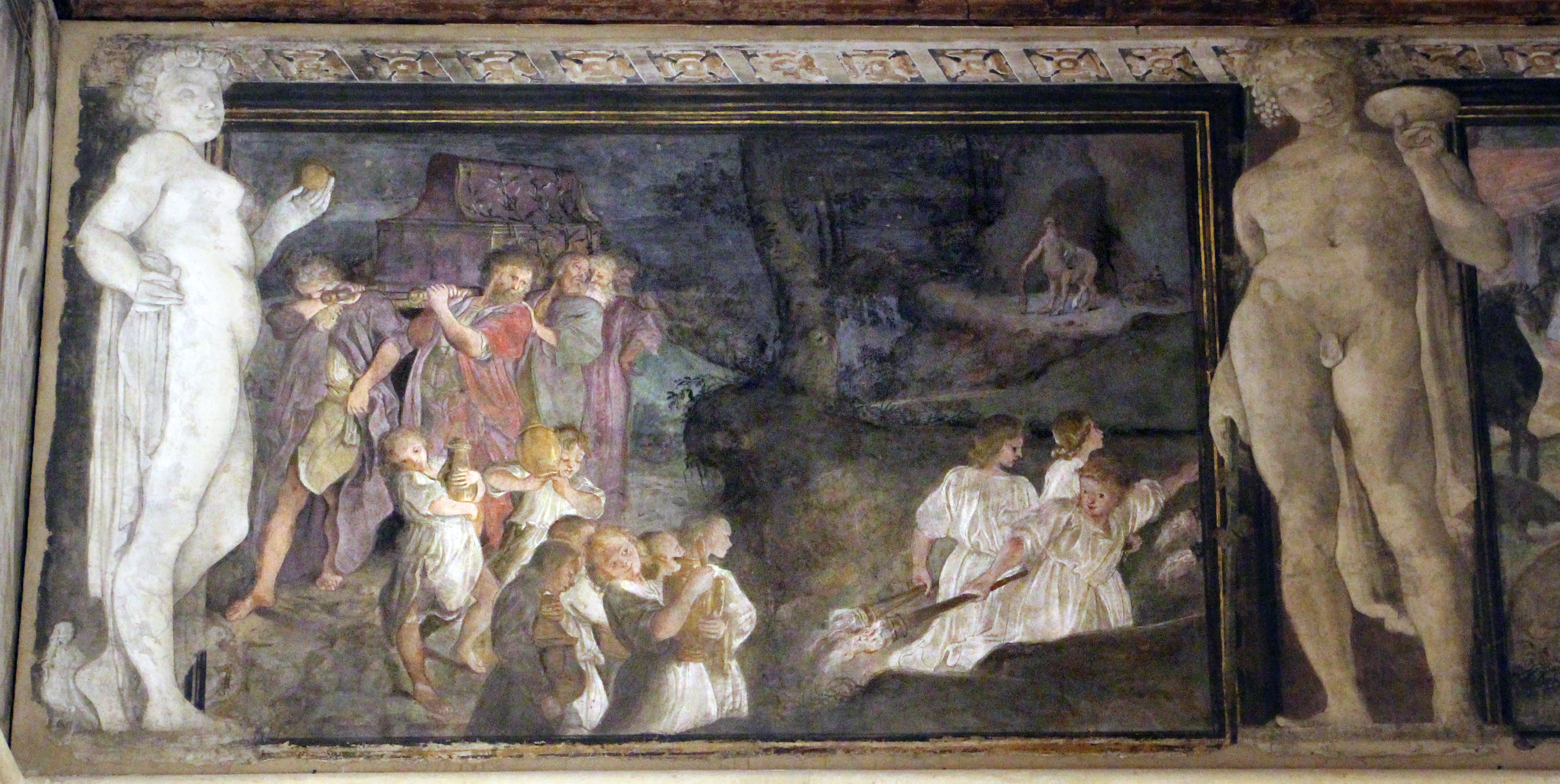
O funeral fingido de Jasão

O episódio das falsas exéquias de Jasão é narrado na IV Ode Pítica de Píndaro, mas alguns detalhes parecem sugerir, no entanto, que para o afresco foi tido em conta sobretudo a Mythologiae (1551) de Conti. Por exemplo, o detalhe do arca funerária em que Jasão é ocultado, que se observa no afresco, lê-se em Conti, mas não está em Píndaro, onde, se fala de "faixas roxas" com as quais o pequeno príncipe é embrulhado para fingir a sua morte.

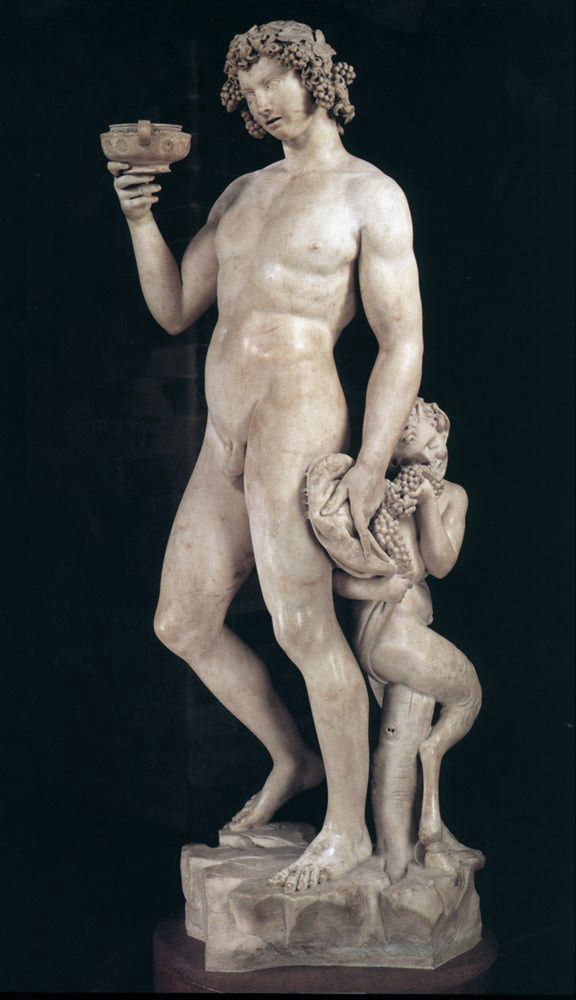
Baco (1497), Michelangelo, Museu Nacional do Bargello, Florença

O belo nocturno da cena é criado pelas tochas dos dois meninos à frente da procissão, cuja luz é capturada pelas vestes brancas que todos eles usam. Alguns sorriem jocosamente, conscientes do fingimento em curso. O centauro Quíron vê-se ao fundo, no canto superior direito do painel.
A enquadrar esta cena estão Vénus, reconhecível pela coroa de rosas e pelo tomate dourado que lhe entregou Páris, e Baco. A primeira provavelmente refere-se ao papel relevante que o sentimento de amor (especialmente o de Medeia por Jasão) tem em toda a história, enquanto o segundo talvez por encarnar algumas das virtudes que serão necessárias ao príncipe de Iolco para levar a cabo o empreendimento da conquista do velo dourado. Em particular, Baco tem na mão direita uma haste envolta em folhas de hera. No tratado mitológico de Cartari, este atributo é um símbolo de paciência, dote que Jasão terá de usar várias vezes na perigosa jornada para a Cólquida e no regresso a casa.

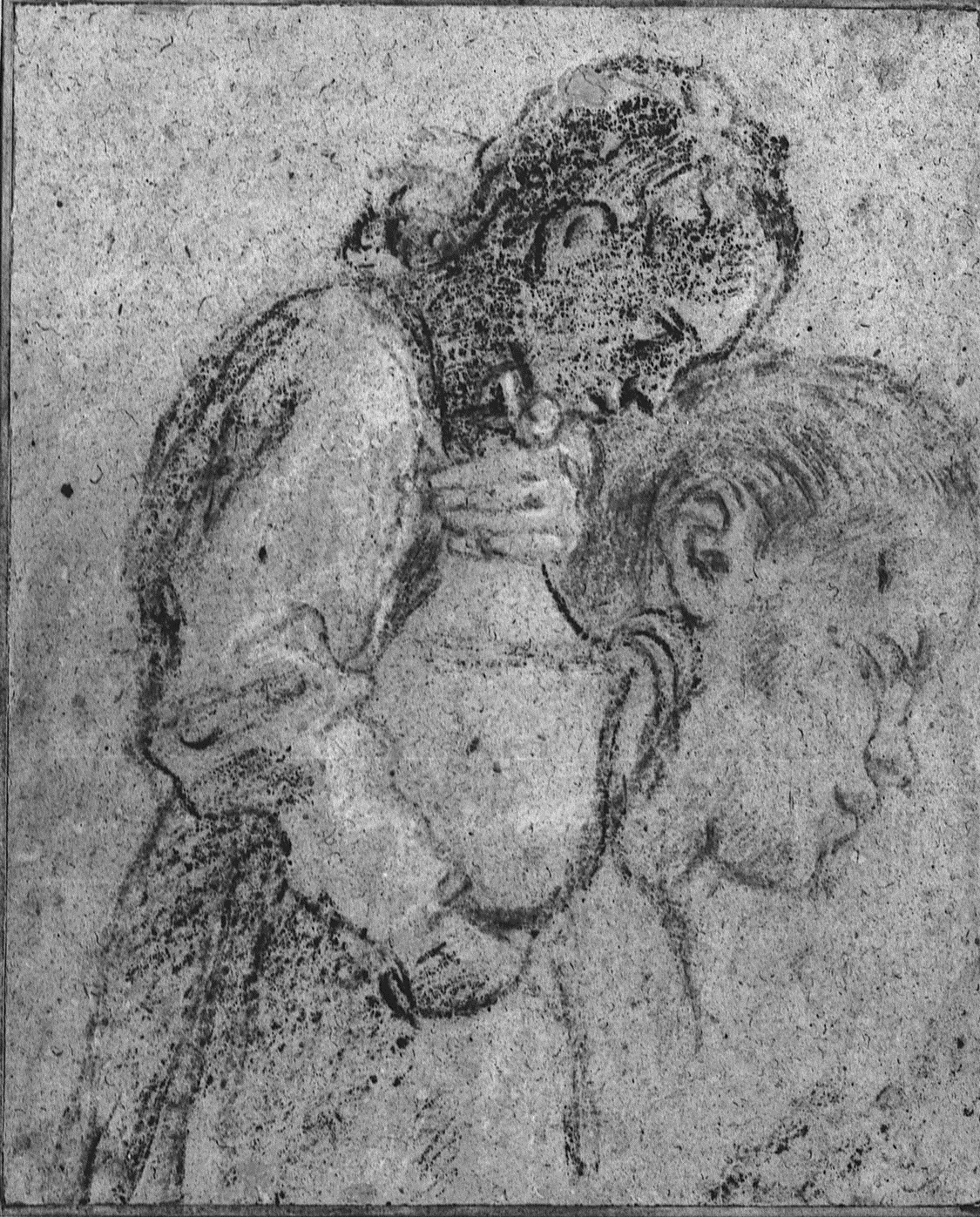
Estudo de rapaz que suporta um jarro, Royal Collection, Windsor Castle

A figura de Baco no lado direito do painel é uma evidente cópia do Baco de Michelangelo que representa a mesma divindade. Provavelmente o autor do afresco não observou diretamente a escultura de Buonarroti, mas sim através de uma gravura, necessariamente após a colagem na estátua da mão direita que segura uma taça, já que Michelangelo tinha deixado o braço manco para acentuar a sensação de antiguidade de seu Baco.
A autoria de O funeral fingido de Jasão é predominantemente atribuída a Annibale Carracci. Deste primeiro painel do friso existem alguns estudos - todos atribuídos a Annibale - sobre crianças que participam na simulação do ritual fúnebre.

#### O mito
Esão, pai de Jasão, era o rei de Iolco, uma cidade da Tessália. Pélias, o cunhado de Esão, derrubou-o do trono. Os pais de Jasão, para salvá-lo de Pélias, que o mataria para manter o trono que havia usurpado, tratam da fuga dele de Iolco fingindo que morreu. Uma fingida marcha funerária leva Jasão para fora da cidade para o entregar ao sábio centauro Quíron, que tratará da sua educação.

### Três momentos da juventude de Jasão

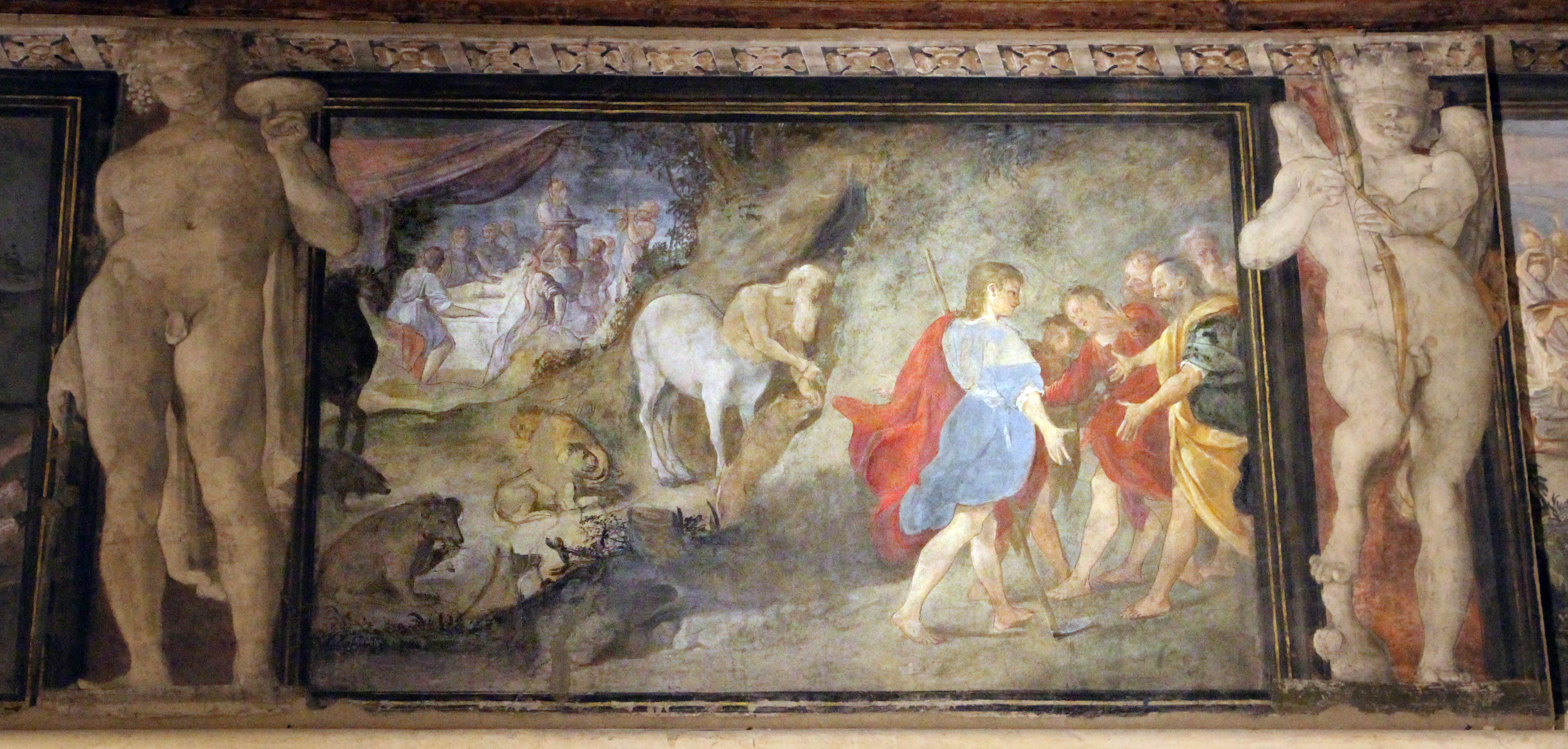
Três momentos da juventude de Jasão

No segundo painel estão representados alguns eventos da juventude de Jasão, cuja fonte é novamente a IV Ode Pítica de Píndaro, mas em relação à qual se regitam alguns anacronismos.
De fato, tanto o encontro de Jasão com os seus parentes, que se vê à direita do afresco, como o banquete celebrando o reencontro do jovem príncipe com a sua família, em plano secundário à esquerda, são episódios que Píndaro situa quando Jasão retorna a Iolco, o que, nos frisos de Carracci, apenas ocorre  no quarto painel.
Completa a composição, no centro do afresco, Quíron que dá ervas medicinais a animais selvagens, um detalhe quase certamente derivado do livro de Natale Conti.
A proximidade estilística com a cena anterior assinala o estilo de Annibale também neste segundo painel do friso.
À esquerda está o já descrito Baco e à direita está Cupido. O Cupido pode ser um novo apelo ao papel do amor na história de Jasão e Medeia, como a Vénus que o precede, ou pode ter um significado alegórico mais complexo relacionado à cena seguinte.

### Pélias encaminha-se para o oráculo

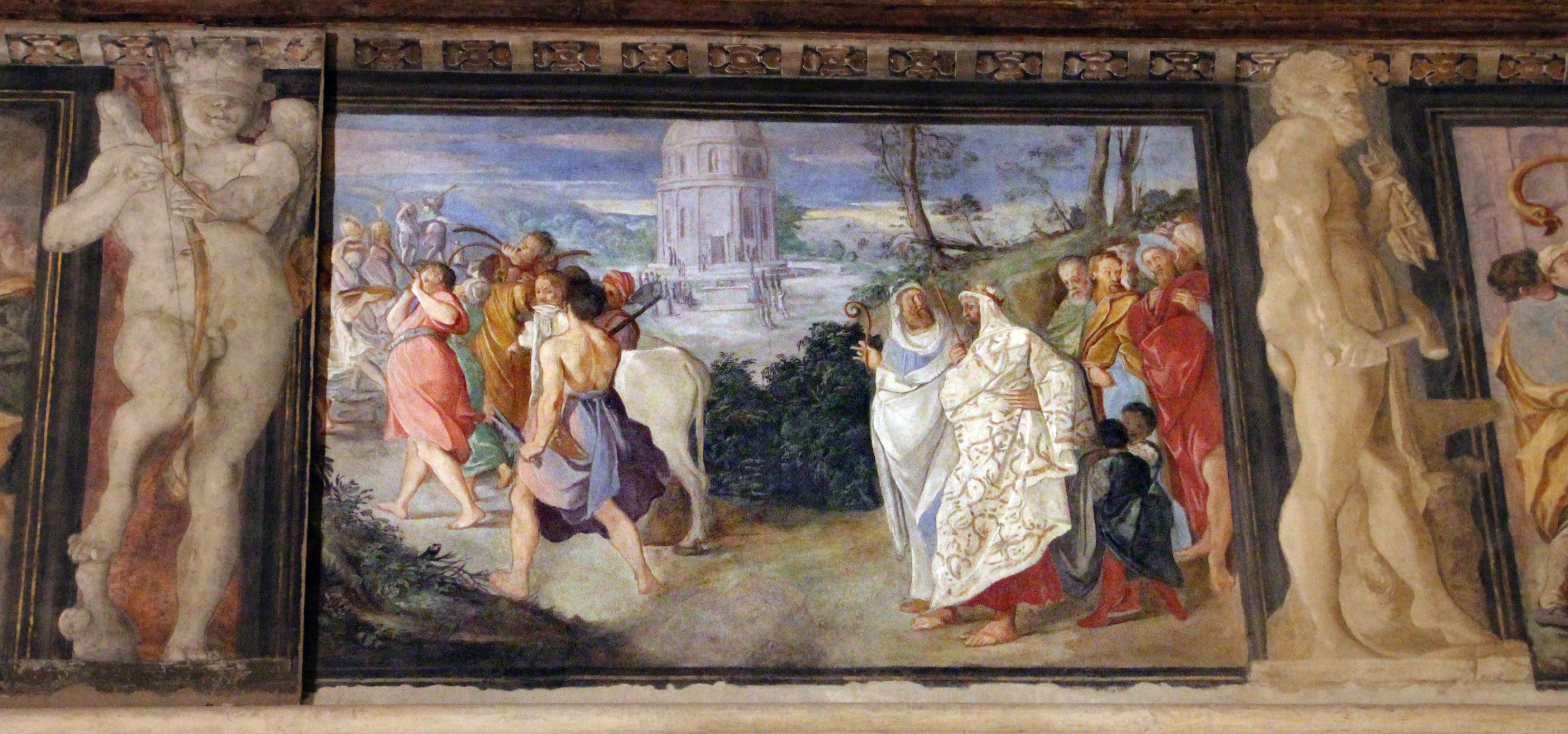
Pélias encaminha-se para o oráculo

A ação decorre em Iolco, onde Pélias com o seu séquito se encaminha para o templo de Neptuno (pai de Pélias) para sacrificar um touro branco.
O cortejo está dividido em duas partes pelo templo circular que está no meio, mas num plano mais recuado, templo em que se encontram reminiscências da arquitectura de Sebastiano Serlio.
À frente do cortejo (à esquerda), pagens, músicos e pessoas conduzem o touro para oferenda no sacrifício. À direita, vem Pélias com os seus sacerdotes e dignitários, ricamente vestidos com vestes exóticas.
O painel é atribuído repartidamente a Annibale e Agostinho. Ao primeiro será atribuível a parte esquerda do cortejo, atendendo à semelhança entre o indivíduo de costas que leva as lâminas com as quais será sacrificado o touro e o ajudante de Rómulo que levanta o arado, no painel que este traça os limites de Roma, nas Histórias da fundação de Roma (Carracci), também representado de costas, cena esta geralmente atribuída a Annibale. De Agostino será por sua vez o resto do afresco.
Em Budapeste, há um estudo com um homem de turbante hipoteticamente relacionado com a parte direita do cortejo, atribuído com dúvidas a Annibale Carracci.
O Cupido que enquadra do lado esquerdo poderia estar relacionado com esta cena, considerando que nas Imagens de Cartari as setas do filho de Vénus também simbolizam os tormentos da má consciência, uma possível alusão à conduta vergonhosa de Pélias.

### Encontro entre Pélias e Jasão

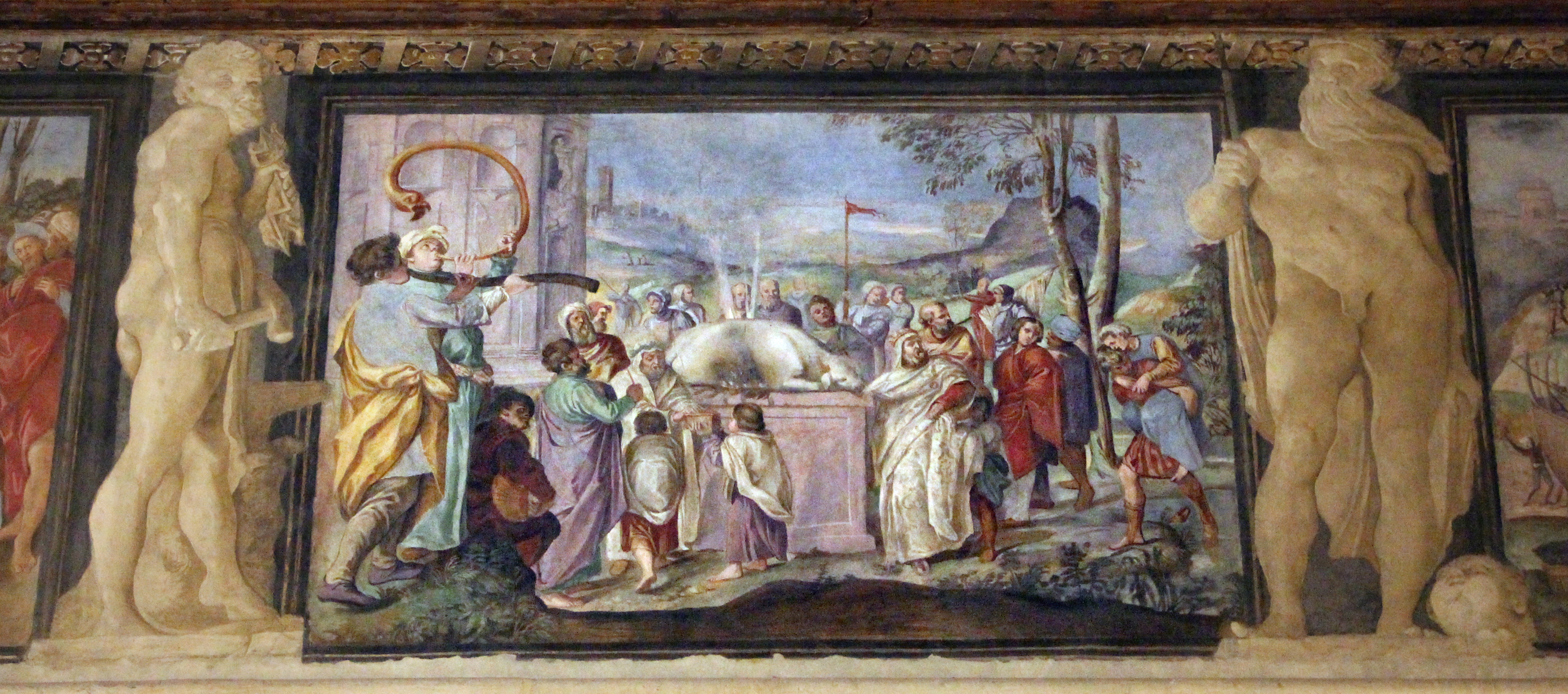
Encontro entre Pélias e Jasão

Neste painel estão representados dois episódios que nas fontes ocorrem separadamente. O aviso, durante o sacrifício a Neptuno que foi introduzido no painel anterior, do Oráculo a Pélias para olhar para aquele que vem para Iolco com um pé nu (monosandalos) e depois o momento em que Jasão ao passar o rio Anauro, com uma velha às costas perde um sapato.

Neptuno (1554), de Jacopo Sansovino, Palácio Ducal (Veneza)

A idosa que é ajudada por Jasão é na realidade Juno e desse gesto resultará que o jovem príncipe irá beneficiar dos favores da deusa, que o ajudará várias vezes na jornada em busca do velo dourado. Juno, por outro lado, odiava Pélias, que a ignorou nos sacrifícios que promoveu dedicados antes ao pai dele Neptuno.
Assim, o encontro determinante entre Pélias e Jasão, determinante porque é nele que tem origem o empreendimento dos Argonautas, é representado de forma muito diferente da que se observa em algumas versões precedentes sobre o mesmo tema.
A versão anterior mais notável é um afresco que se perdeu de Pordenone para um palácio nobre genovês, mas que se conhece através de um desenho preparatório conservado em Berlim. O pintor genovês Niccolò Granello também representou em afresco o encontro entre Pélias e Jasão na Villa Doria Centurione, em Génova, seguindo claramente o afresco perdido de Pordenone.

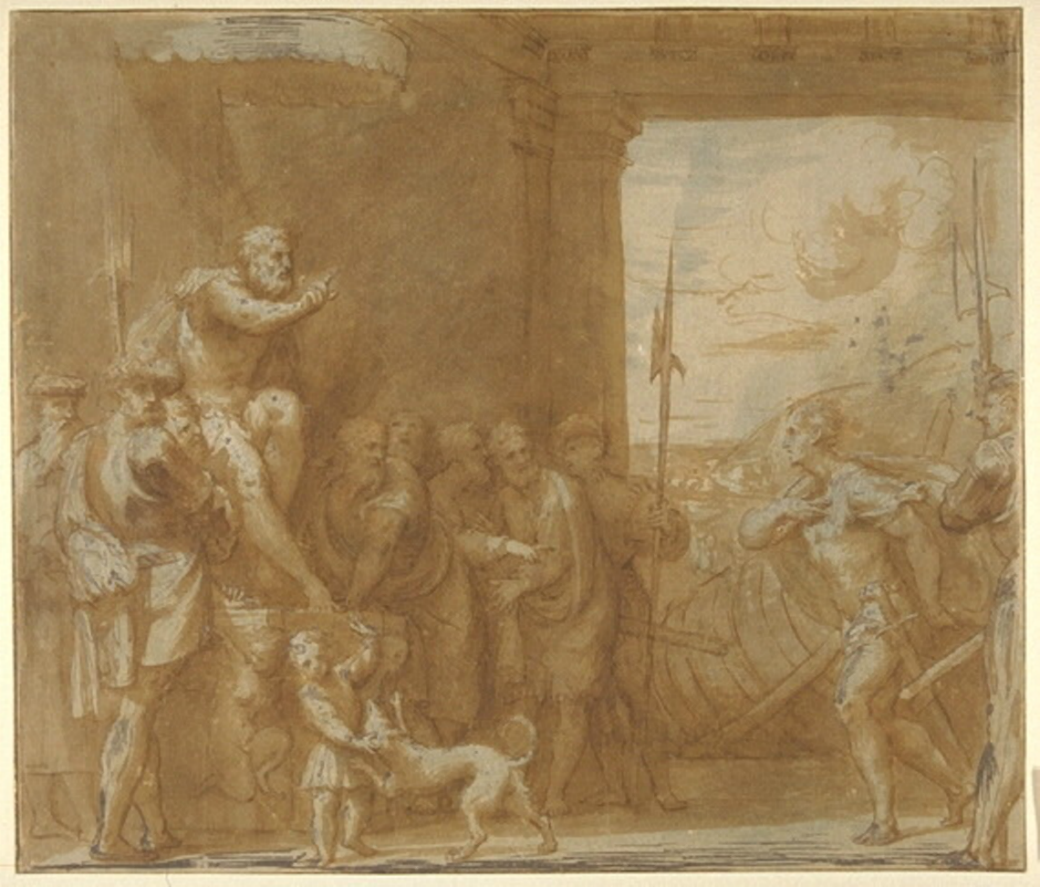
Encontro entre Pélias e Jasão, desenho de Pordenone, no Kupferstichkabinett de Berlim

Nestes exemplos anteriores, o tom é muito solene: Pélias e Jasão, protagonistas claros do evento, surgem um em frente do outro, no momento em que o primeiro propõe interessadamente ao jovem o cometimento da recuperação do velo dourado e o segundo o aceita heroicamente. A valia épico do evento é acentuada pelo arranjo dos participantes ao longo do mesmo plano, como a reproduzir um antigo friso escultórico, com os personagens ricamente vestidos e com armaduras à antiga, que dão ao cena uma forte sensação de classicismo.
Não é assim no painel do Palazzo Fava, onde o encontro entre Pélias e Jasão é quase casual e os dois não se destacam no grande número de figuras presentes. Há quem entenda que esta configuração do encontro decorre de uma abordagem não-épica seguida na história dos Argonautas, sendo antes a expressão de um gosto romanesco que impregna a primeira grande obra coletiva dos Carracci.
Mesmo neste caso, uma das gravuras de Boyvin que representa o sacrifício de Eetes depois de ter recebido o velo dourado de Frisso pode estar entre as referências seguidas pelos Carracci.

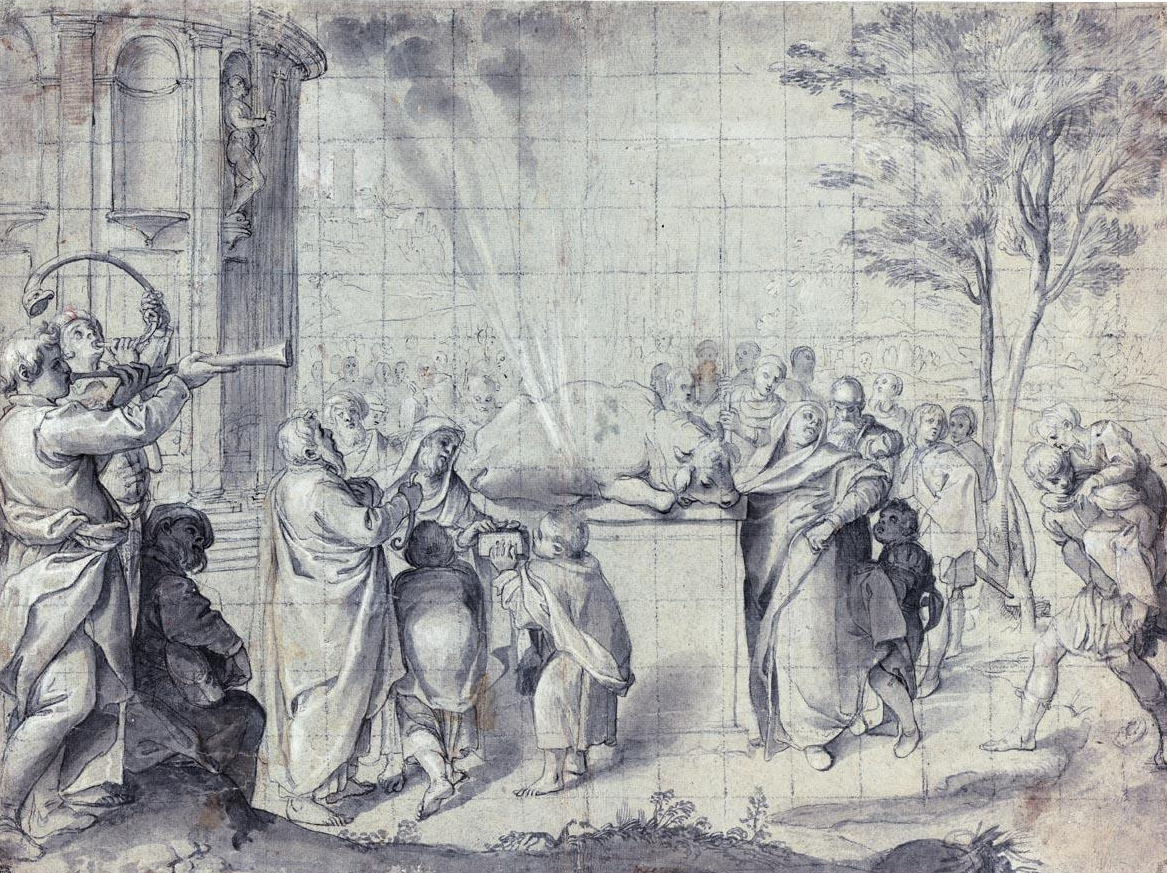
O desenho preparatório de Agostino Carracci

Por sua vez, a figura do herói que leva às costas a idosa é uma citação do Incendio di Borgo de Rafael.
O afresco com a cena do sacrifício está enquadrado entre Vulcano e uma segunda divindade cuja identidade oscila entre Saturno e Eolo. A presença de Vulcano poderia ser explicada pelo fogo respeitante a esta divindade que envolvia os rituais de sacrifício aos deuses.
Quanto ao significado do atlante da direita, se for identificado como Éolo, sendo a cabeça da criança aos seus pés que parece soprar uma possível alusão ao vento, a conexão com o afresco pode ser pelo próprio Jasão descender do deus do vento.

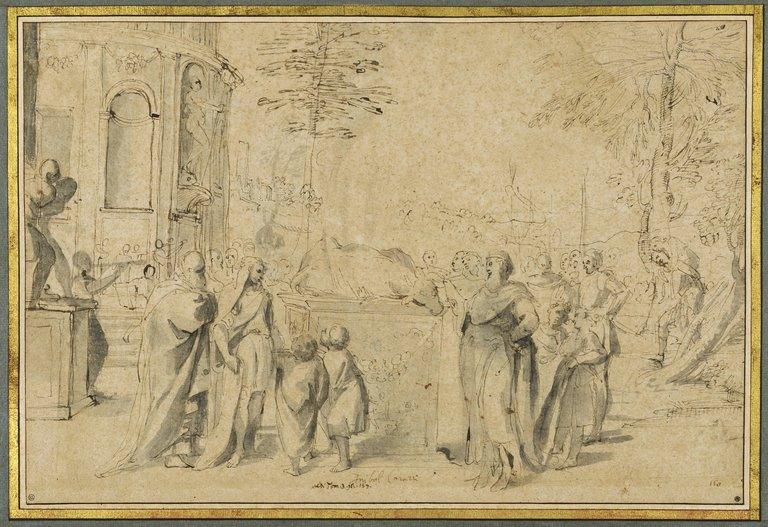
O estudo de Annibale Carracci, no Louvre

Se fosse Saturno (como considerado noutros estudos), a conexão com o painel viria do mito de que Saturno tentava devorar o seu filho Júpiter para impedir que este o depusesse como rei dos deuses. Reia, a esposa de Saturno, impediu-o de comer o filho dando-lhe uma pedra fingindo ser uma criança. De acordo com esta interpretação, a cabeça de criança à direita dos pés do atlante aludiria ao logro de Reia. Salvo pela sua mãe, Júpiter acabou por destronar Saturno. A conexão com o fresco estaria, portanto, na analogia entre Pélias, o velho rei, que, como Saturno, tenta também em vão, como se verá com o decorrer da história, evitar que um jovem pretendente, Jasão, tal como Júpiter, tome seu lugar.
Seja qual for a identidade exacta deste termo, para a sua configuração foi também utilizado um modelo moderno, concretamente a estátua de Neptuno de Jacopo Sansovino que está ao lado da estátua de Marte, na Scala dei Giganti do pátio do Palácio Ducal (Veneza).
Para este painel conhece-se um desenho preparatório, conservado no Louvre, relativo a toda a composição e geralmente atribuído a Annibale. Este desenho mostra, em relação ao afresco, um menor aglomerado de figuras e também se diferencia por outros detalhes.
Mais recentemente, apareceu no mercado privado um segundo desenho, em papel quadrado, muito mais próximo do resultado final do afresco. Este segundo estudo é atribuído principalmente a Agostino Carracci, que também se acredita ter sido o autor da pintura mural.

### Construção da nau Argo

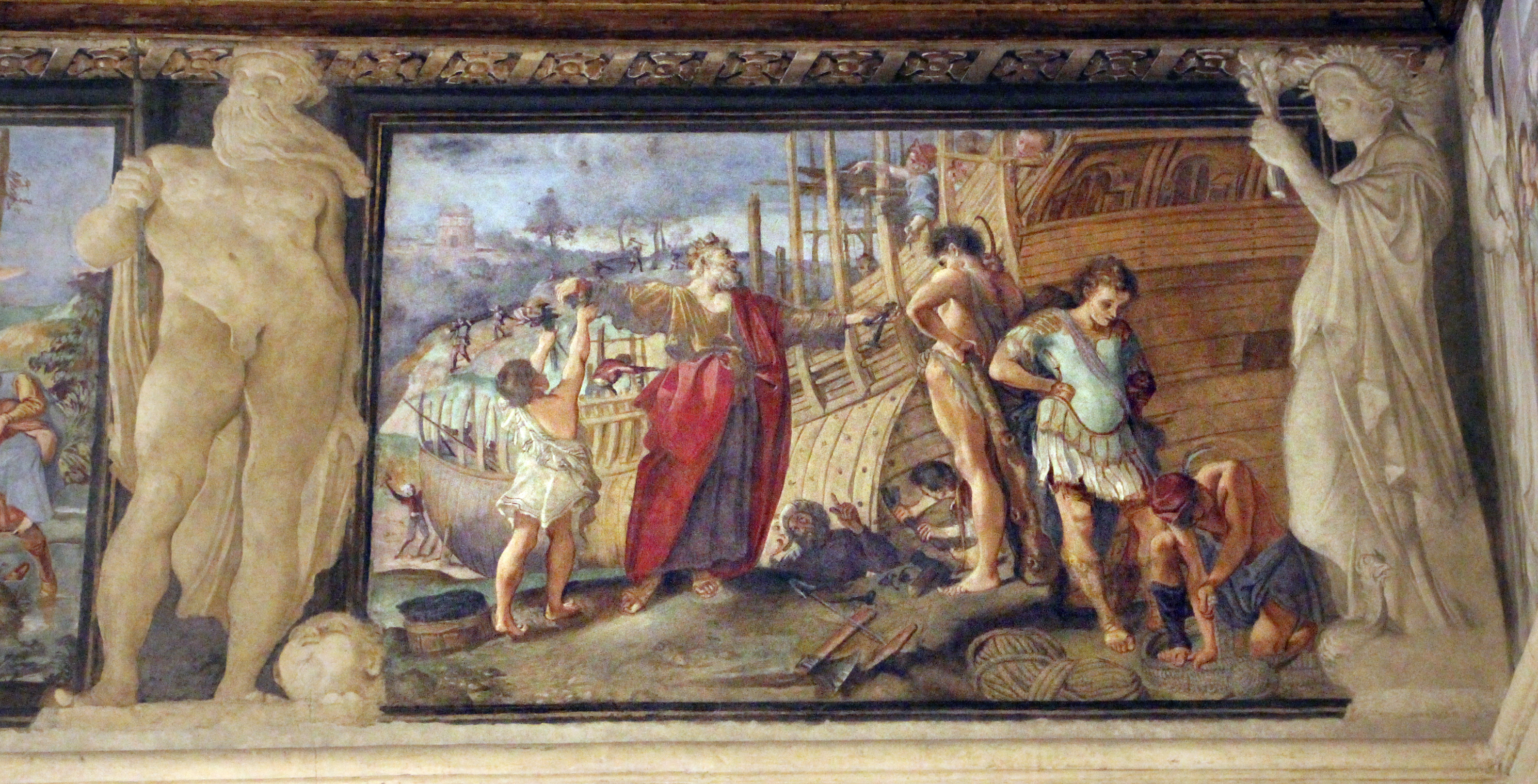
Construção da nau Argo

No centro do afresco está uma figura masculina em vestes reais que dá pregos para o navio em construção. O detalhe dos pregos refere-se certamente a uma tradição tardia relatada por Conti na sua Mythologiae, que pode ser identificada como a fonte deste painel, segundo a qual Pélias teria tentado que no fabrico do navio fossem utilizados pregos de má qualidade, de modo a que não conseguisse suster o mar e se afundasse.

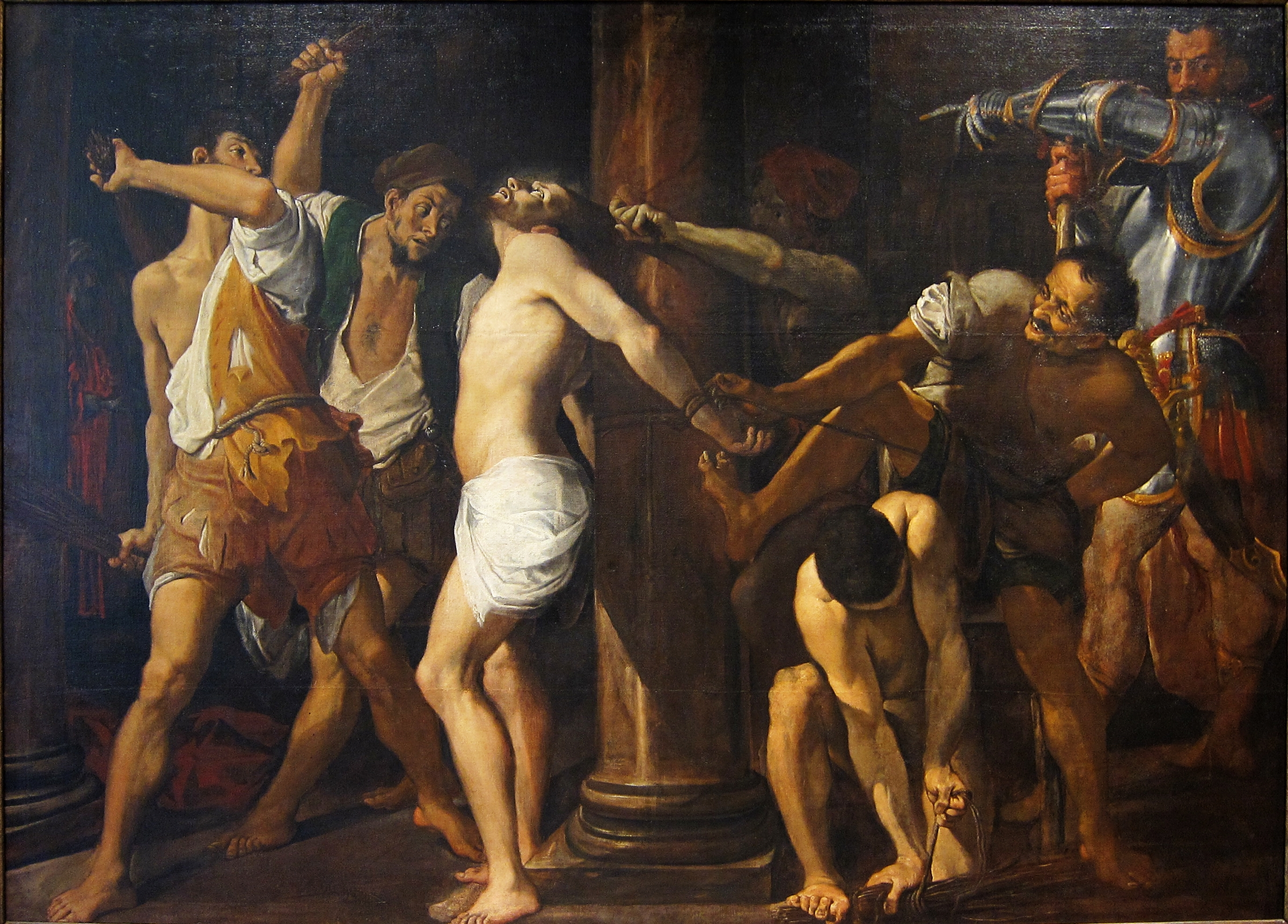
Flagelação (1589-91), de Ludovico Carracci, no Museu da Chartreuse, em Douai.

A tentativa de Pélias foi, no entanto, gorada por Argo de Tespi, o artífice principal da nau Argo, a qual recebeu o nome dele, que ao invés usou pregos fortes e resistentes.
Não é claro qual o momento desta história que está representada no afresco. De acordo com uma primeira interpretação, o sujeito no centro da cena seria Pélias (identificável pela veste real) e os pregos que ele dá são, portanto, os de má qualidade. Outra leitura é que se trata, pelo contrário, de Argo que está a eliminar da nau os pregos fracos de Pélias para substituí-los por material de boa qualidade. Leitura esta que parece confirmada pelo detalhe do carpinteiro que (no fundo, ao centro) com uma ferramenta está a despregar um prego, para substituí-lo (pensa-se) por um dos bons trazidos por Argo.
Em primeiro plano, no canto inferior direito, Jasão vigia um cordoeiro que está a preparar os ovéns. Nas costas de Jasão está Hércules também a vigiar o trabalho no casco da nau. No fundo, à distância, vários lenhadores abatem árvores cuja madeira será usada na construção da nau Argo.
A figura ajoelhada é praticamente idêntica à de um dos algozes (numa ação muito parecida) que se vê na Flagelação de Douai, belíssima pintura posterior ao friso de Jasão e Medeia, actualmente atribuído a Ludovico Carracci, mas que no passado foi atribuído a Annibale (ou considerado fruto de uma colaboração entre os dois)..
Além do atlante da esquerda referido no afresco anterior, Saturno ou Éolo, o atlante da direita é uma figura feminina coroada de espigas e com papoilas nas mãos e a cujos pés está um pequeno dragão. É geralmente identificada como Ceres, mas também pode ser Reia ou Perséfone, figuras que são basicamente coincidentes na mitografia de Cartari relacionadas ambas com a fertilidade da terra.
A possível identificação da figura monocromática como sendo Reia poderia estar relacionada ao atlante da esquerda se este fosse realmente Saturno, sobre o qual, como se referiu, não há unanimidade.

#### O mito
Pélias, consciente do perigo que para ele constituía Jasão, propôs-lhe a ideia de encontrar o velo dourado. Na verdade, Pélias esperava que Jasão morresse nesta difícil empresa de modo a manter firme o seu reinado sobre Iolco. Jasão, mesmo assim, aceitou o desafio, porque também para tal foi induzido por Juno que queria a ruína de Pélias.
Iniciam-se então os preparativos para a viagem à Cólquida, o lugar para onde o velo dourado foi levado por Frixo. A primeira coisa a fazer é construir o navio necessário para alcançar aquela terra distante.

### Embarque dos Argonautas

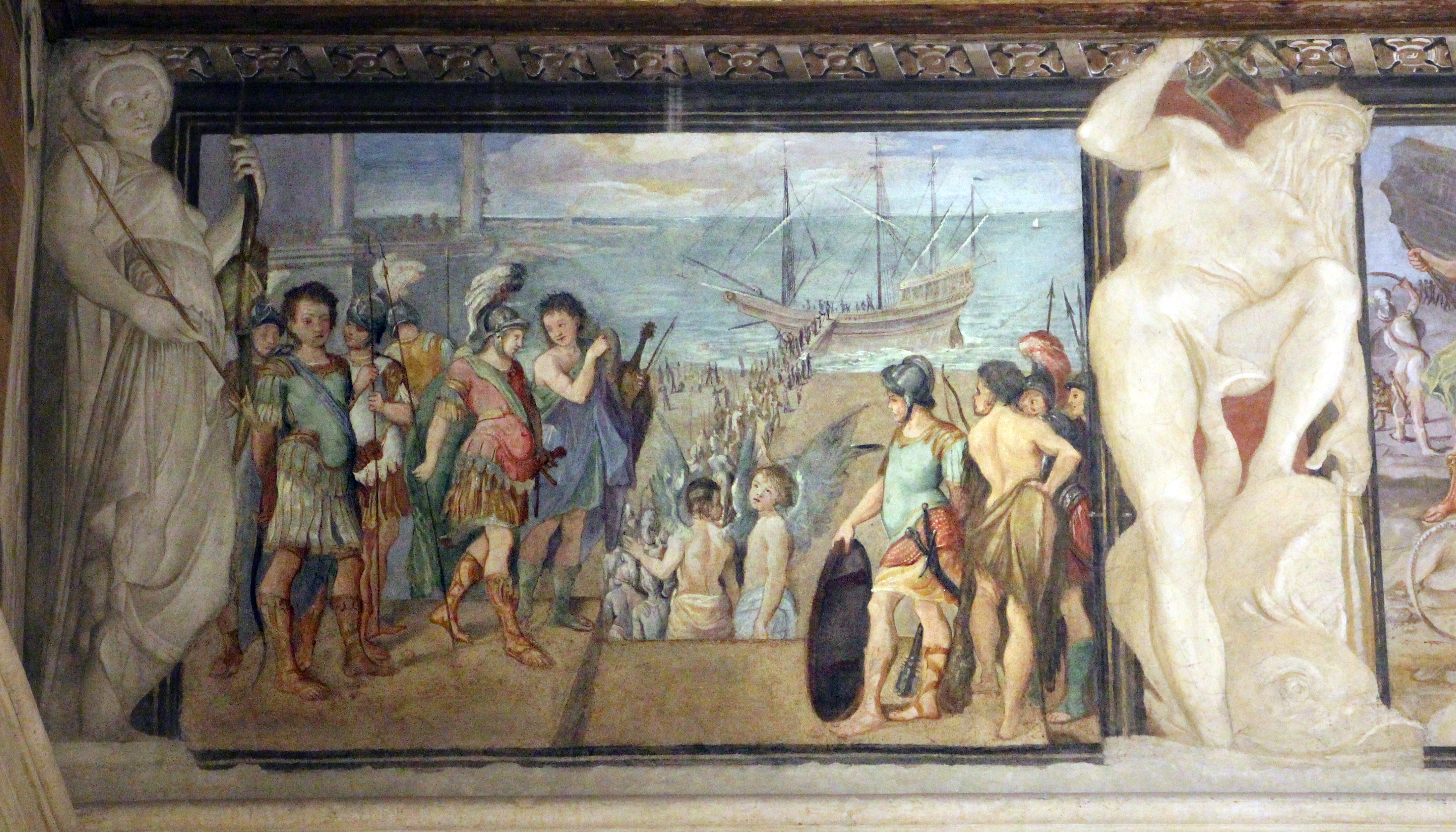
Embarque dos Argonautas

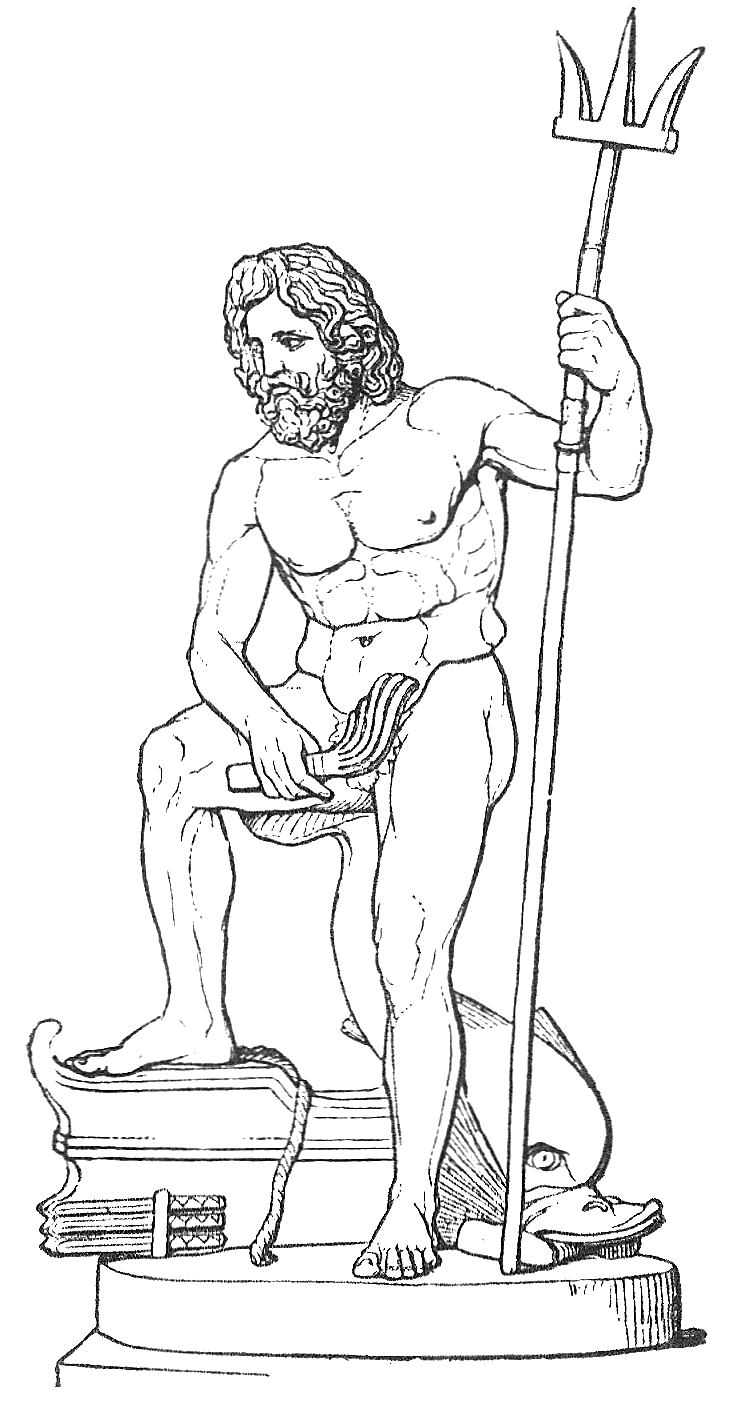
Ilustração do Nettuno Lateranese

Tendo sido concluida a sua construção, o navio está pronto para a viagem. Para o nobre empreendimento de encontrar o velo dourado juntam-se heróis de toda a Grécia.
Reconhecíveis no afresco, além de Jasão, estão Orfeu, que abraça uma viola, os filhos de Borea, Calais e Zetes, identificáveis pelas asas de que são dotados, e Hércules, representado de costas, à direita, com os atributos típicos da clava e da pele de leão. O longo cortejo dos Argonautas encaminha-se para a nau que se vê ao fundo na baía de Pegaso, de onde sairá para a Cólquida.
O atlante da esquerda é Diana, protectora dos marinheiros, enquanto o da direita é Neptuno, o deus do mar que Jasão e seus companheiros estão prestes a sulcar.
A figura de Neptuno é provavelmente retomada de um modelo antigo de uma estátua de bronze de Lísipo que não chegou até nós (mas de que nos chegaram testemunhos por fontes clássicas, especialmente de Luciano de Samósata), realizada no século IV a.C. para o Santuário de Posídon em Ístmia, perto de Corinto. A escultura perdida de Lisippo foi objeto de muitas cópias antigas em moedas, gemas, pequenas esculturas de bronze e até em estátuas de mármore de grande dimensão. Entre estas, a mais significativa é, com toda a probabilidade, o Neptuno Lateranense (II século d.C., que está nos Museus do Vaticano), uma reelaboração romana do Posídon de Lísipo.

### Transporte da nau Argo através do deserto líbico

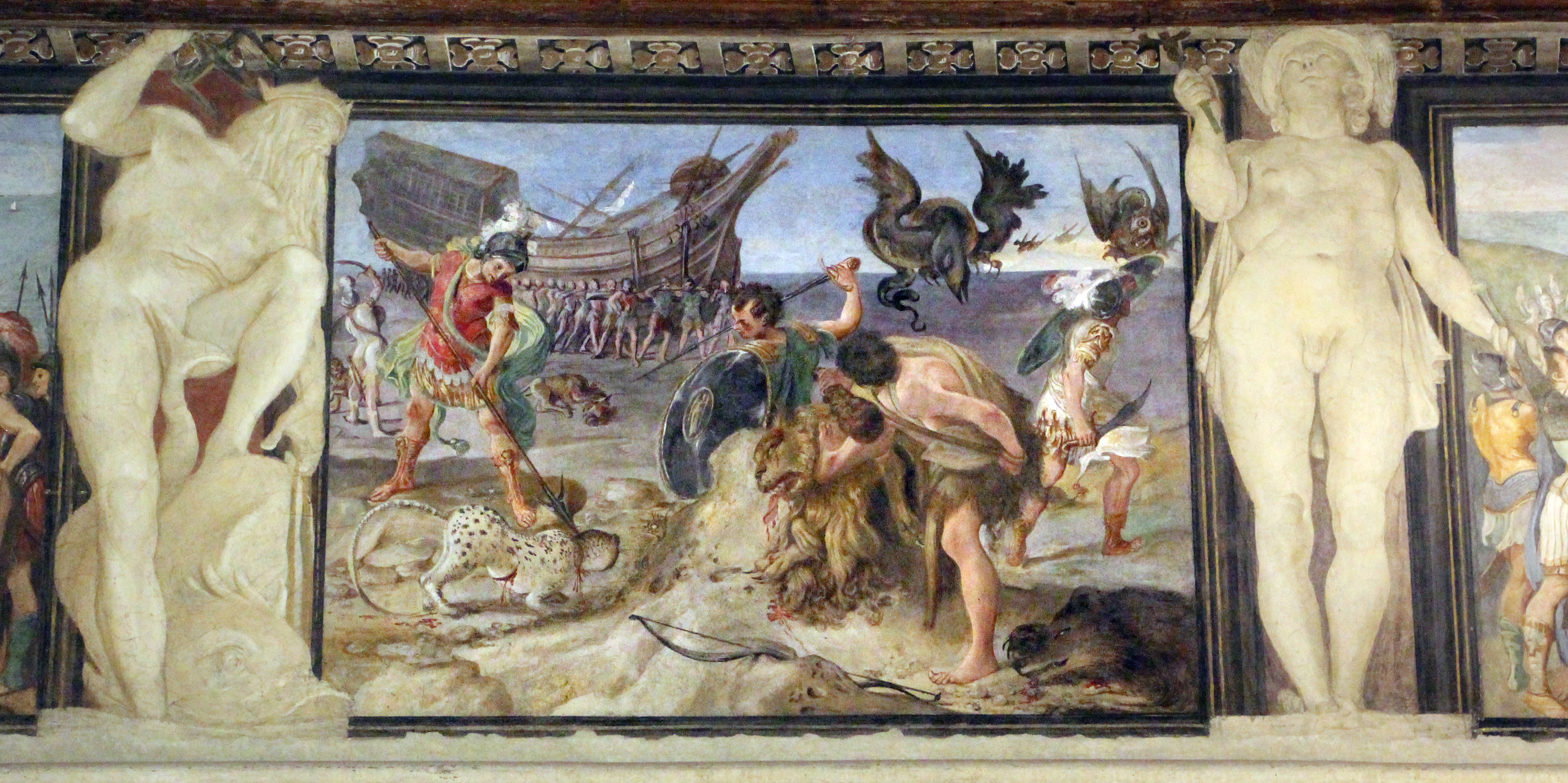
Transporte da nau Argo através do deserto líbico

A cena ilustra as dificuldades da viagem até à Cólquida, ainda que com alguma criatividade em relação às fontes, pois o cruzamento do deserto líbico, sendo o navio arrastado à força de braços após um naufrágio, é descrito por Apolónio de Rodes, mas situando a ocorrência no caminho de volta da Cólquida para Iolco.

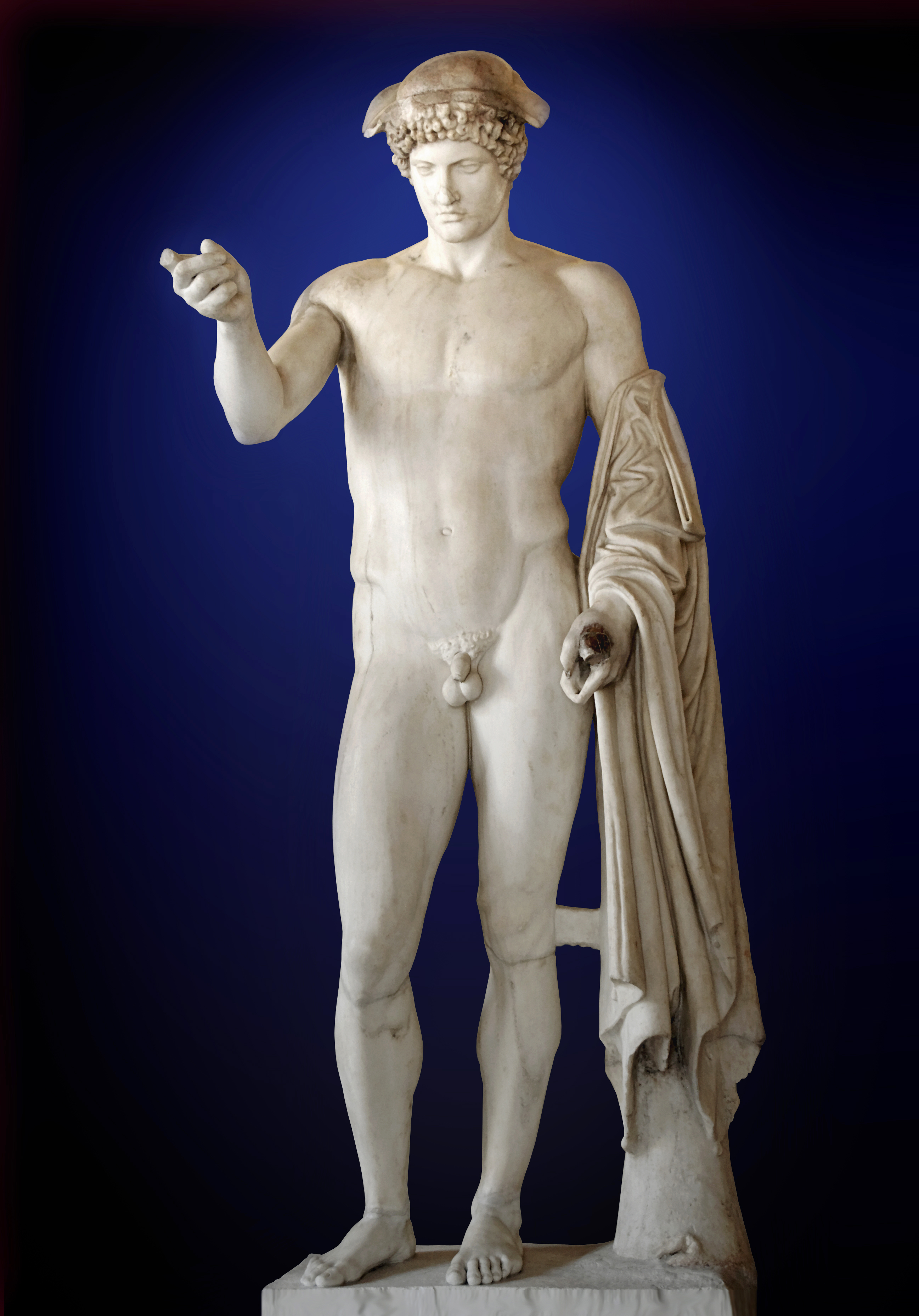
Hermes Ludovisi, I-II século d.C., Museu Nacional Romano, Roma

Mesmo o combate com as harpias, no canto superior direito, é tratado ao afresco de forma diferente do texto clássico. Em Apolónio, as arpias são combatidas pelos filhos de Borea, Calais e Zetes, participantes da expedição dos Argonautas, mas que não aparecem neste afresco pois que nenhum dos representados tem asas que são atributos deles.

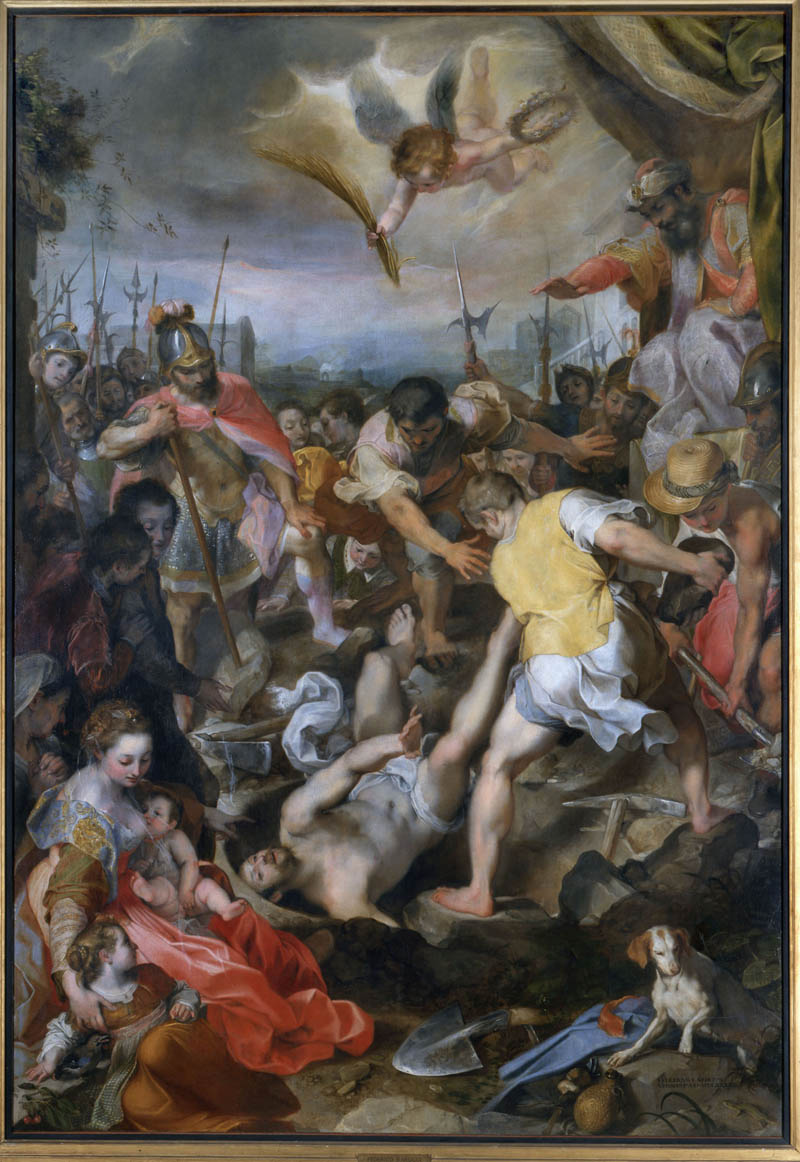
Federico Barocci, Martirio di san Vitale, 1583, Milano, Brera

Por fim, a figuração da caça aos animais selvagens não se encontra em nenhuma fonte, sendo uma invenção pictórica talvez destinada a enfatizar a natureza exótica e hostil dos locais cruzados pelos Argonautas na sua viagem em busca do velo dourado.
As poses dos Argonautas que lutam com as feras têm sido consideradas próximas das de participantes no Martírio de S. Vital de Federico Barocci. Esta pintura estava em 1583 colocada não muito longe de Bolonha, no altar principal da Basílica de São Vital, em Ravena, estando actualmente na Pinacoteca de Brera. A citação da pintura de Barocci é um argumento para a atribuição do afresco a Annibale Carracci, uma vez que este expressou a sua admiração por esta obra admirável noutras suas pinturas contemporâneas (ou pouco posteriores) à "pala" de Barocci.
O atlante da direita é Mercúrio, identificável por usar pétaso alado, tromba e caduceu, atributos típicos do mensageiro dos deuses. A presença de Mercúrio ao lado do painel provavelmente está relacionada com a proteção dos viajantes que se pensa ser assegurada por esta divindade. Um possível modelo do monocromático do lado direito é o Hermes Ludovisi do Museu Nacional Romano.

### Sacrifício do touro negro

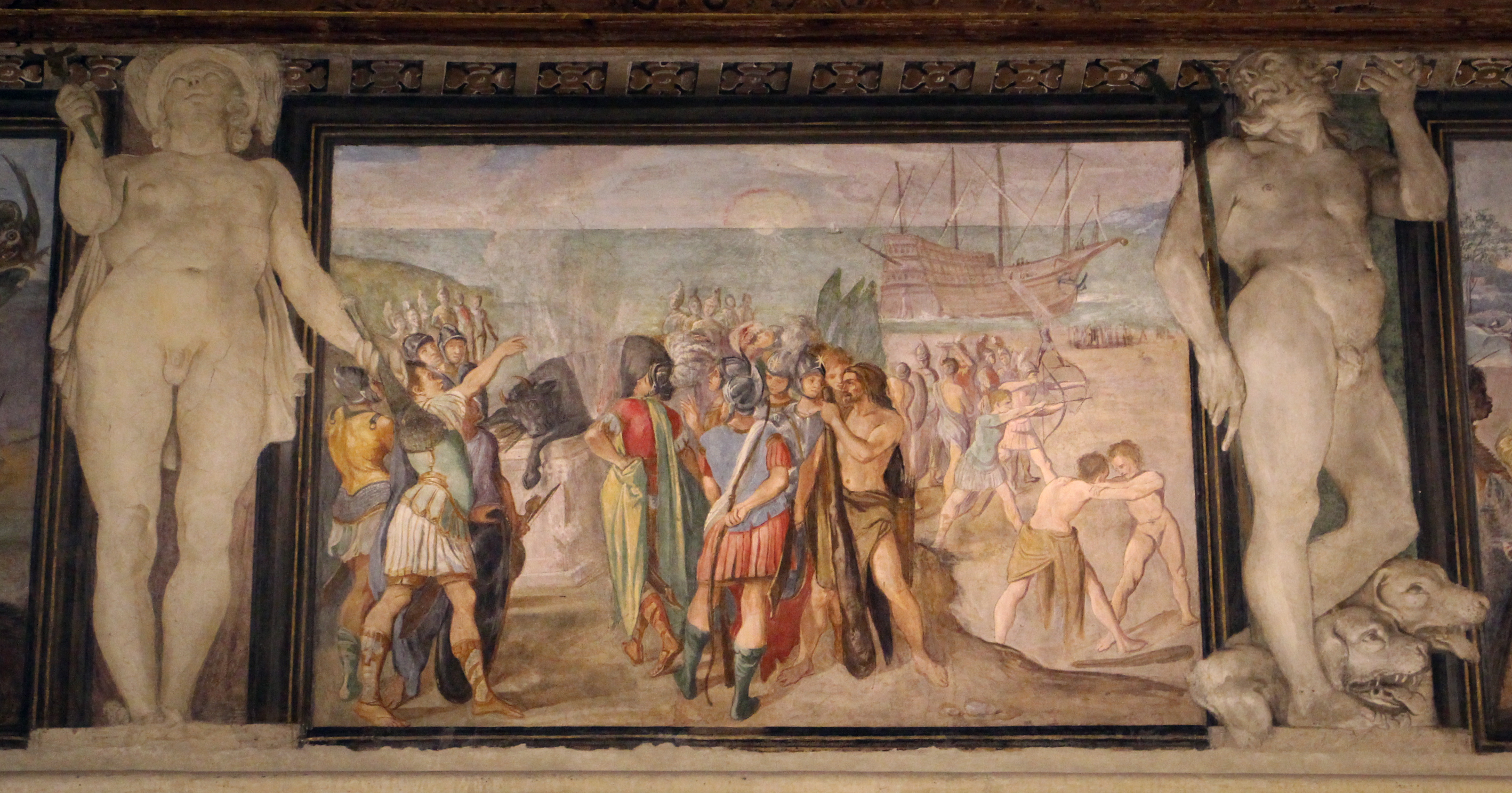
Sacrifício do touro negro

A viagem chegou finalmente ao fim e os Argonautas desembarcam nas costas caucasianas. Sintetizando várias fontes, são exibidas no afresco as várias celebrações da boa conclusão da viagem: é sacrificado em honra de Plutão um touro preto sagrado, há torneios e competições de luta.
No horizonte, para onde aponta um dos companheiros de Jasão, o sol brilha. O destaque do sol tem provavelmente o objectivo de indicar que a cena ocorre na Cólquida, ou seja, a terra onde, segundo os mitos antigos, o sol se punha durante a noite, para descansar e ressurgir pela manhã.
Outra interpretação é que o sol brilhante seja uma epifania de Apolo e, portanto, uma alusão ao episódio descrito por Apolónio (Livro II, 676-700) do encontro entre os Argonautas e o deus do sol.
Esta suposta representação simbólica de Apolo destacaria um dado proeminente do friso do Palazzo Fava: enquanto nas fontes sobre o empreendimento dos Argonautas os casos de aparição em "pessoa" e intervenção direta dos deuses são múltiplos, nos quadros narrativos do ciclo eles nunca aparecem, com a única excepção de Cupido no encontro entre Jasão e Medeia, presença estranha nas fontes clássicas. Este aspecto também está relacionado às teorias quase contemporâneas do romance, que aconselhavam a pelo menos incluir no texto a participação dos deuses pagãos.
O atlante da direita é Plutão, identificado pelo Cerberus a seus pés, dedicado ao sacrifício do touro oficiado na caixa. Plutão, no entanto, pode ter uma conexão com a cena do painel que se segue.

### Encontro de Jasão com o rei Eetes

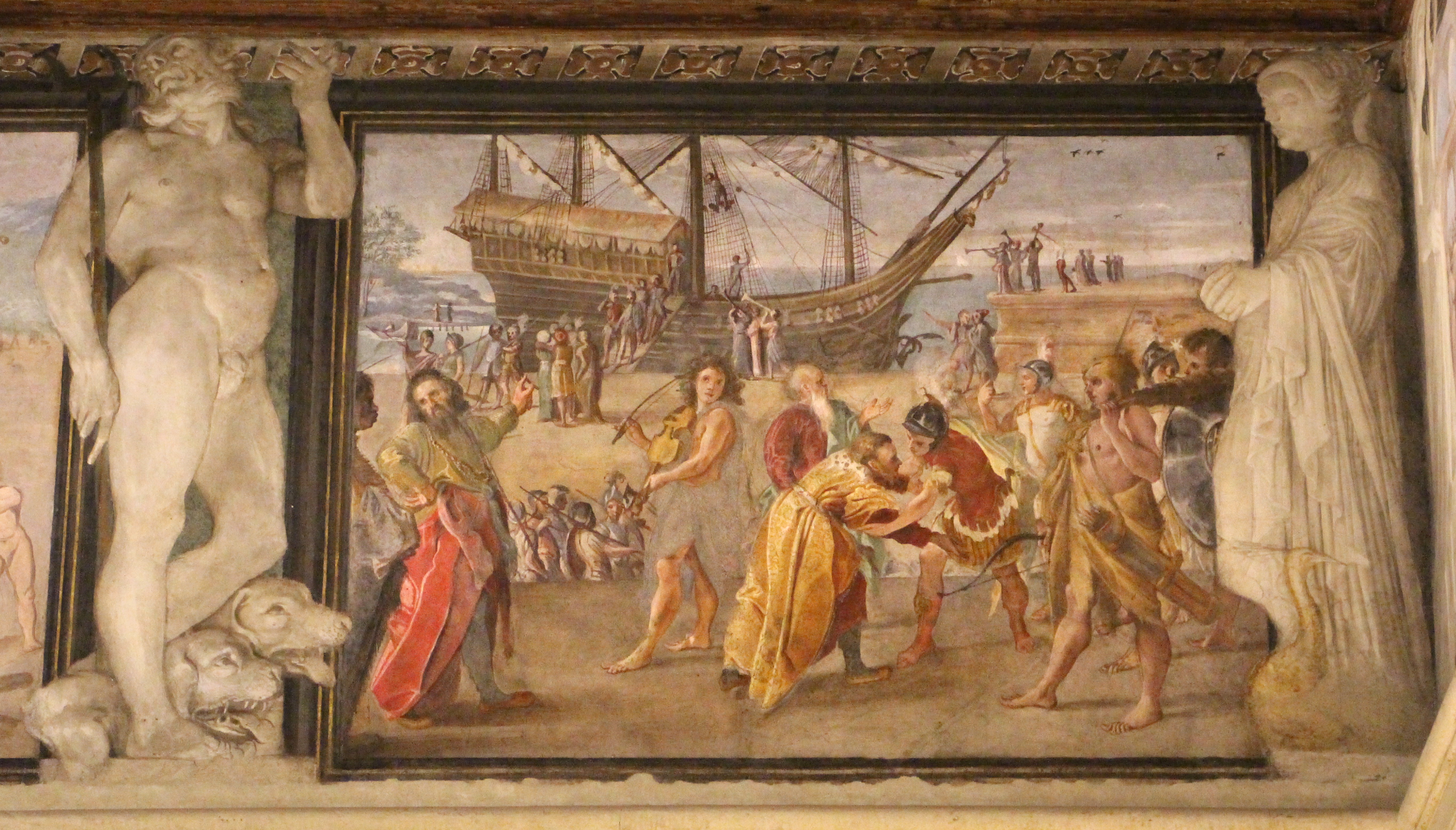
Encontro de Jasão com o rei Eetes

A cena, desde Malvasia, tem sido continuamente interpretada como a representação do encontro entre Eetes, o rei da Cólquida e o guardião do Velo de Ouro e o pai de Medeia, e Jasão. Esta leitura, no entanto, foi questionada por alguns estudos segundo os quais o tema do afresco é um outro episódio, o do encontro entre Jasão e Cízico (rei dos doliões), antigo povo asiático.

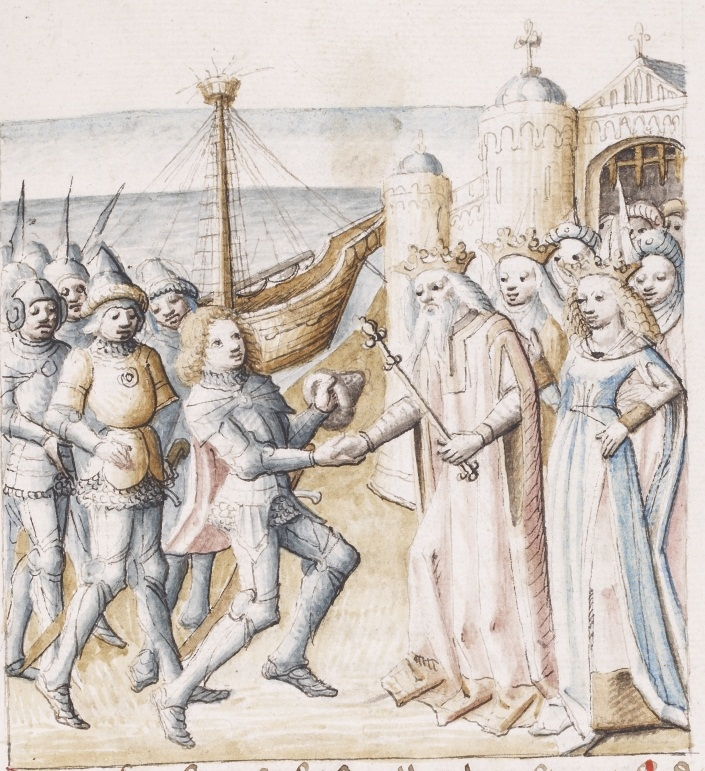
Encontro entre Eetes e Jasão, miniatura da História de Jasão, c. 1460, British Library, Londres

Esta reinterpretação baseia-se basicamente no fato do encontro ocorrer na praia e ser precisamente neste ambiente que algumas fontes (em particular, Gaio Valerio Flacco) situam a recepção que Cinzico faz a Jasão e aos outros Argonautas. Por outro lado, o encontro entre Eetes e Jasão é maioritariamente situado no palácio real do primeiro.
Esta nova visão, no entanto, não explica o anacronismo que envolveria o painel na sequência do friso, se representasse efectivamente a saudação de Cizico, já que este episódio ocorreu antes do final da viagem de ida dos Argonautas (a que se refere o painel anterior).
Além disso, o fato de neste afresco o episódio ocorrer na costa marítima não obsta necessariamente a que seja a representação do encontro com Eetes. Na verdade, as representações deste evento numa praia já foram encontradas em algumas miniaturas de manuscritos do século XV com as histórias dos Argonautas, entre as quais a História de Jasão (c. 1460) de Raoul Lefevre.

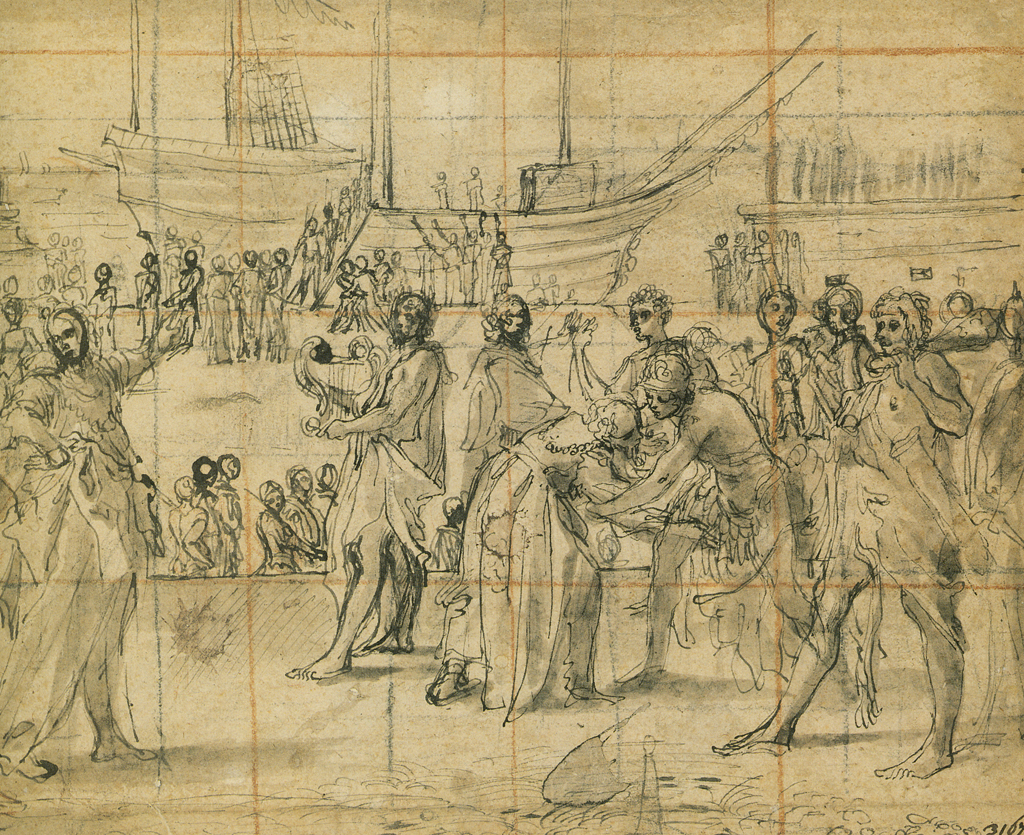
O desenho de Munique

Em alguns exemplares do texto de Lefevre, como o conservado na British Library de Londres (Add. MS 10290), Jasão é recebida pelo pai de Medea precisamente à beira do mar.
Além disso, em relação a esta ilustração, para além do local onde o evento ocorreu, foi encontrada uma assonância de composição singular com o afresco dos Carracci, e mais abrangente, sugerindo que os pintores do Palazzo Fava possam ter sido inspirados por ilustrações semelhantes às da História de Jasão difundidos também em manuscritos criados por italianos.
Em Munique, na Staatliche Graphische Sammlung, existe um desenho preparatório do painel, cuja paternidade é disputada entre Annibale e Ludovico Carracci. Trata-se do segundo e último  desenho (juntamente com o da versão dupla do sacrifício de Pélias) que engloba a totalidade de uma das cenas do friso do Palazzo Fava a chegar até nós. A dupla quadratura desenhada no estudo serviu para transferir, em escala ampliada, a solução compositiva para o papelão usado para traçar os contornos da cena sobre o Reboco húmido. Nenhum dos cartões usados para o friso de Jasão e Medeia foi preservado.
Dois outros estudos detalhados (desenhados na mesma folha) encontram-se na Galeria Nacional de Ottawa e dizem respeito à figura de Orfeu e à do companheiro atrás de Jasão. Mesmo no estúdio de Ottawa, como no de Munique, Orfeu está a tocar uma lira antiga que foi substituída no fresco por um viola de braço moderna.
Apesar das dúvidas acerca da autoria do desenho de Munique, o afresco é geralmente atribuído a Annibale, que aqui realiza uma das suas mais belas obras iniciais.
Os termos são o já mencionado Plutão (à esquerda) e Juno (à direita) acompanhado do pavão, um atributo típico da deusa. O confronto entre as duas divindades, o Rei do Submundo e a Rainha do Olimpo, como protetora do chefe dos Argonautas, poderia simbolizar o choque entre Eetes e Jasão, isto é, entre o bem (Juno e Jasão) e o mal (Plutão e Eetes), que está prestes a começar logo após o encontro representado no painel.

### Medeia apaixona-se por Jasão

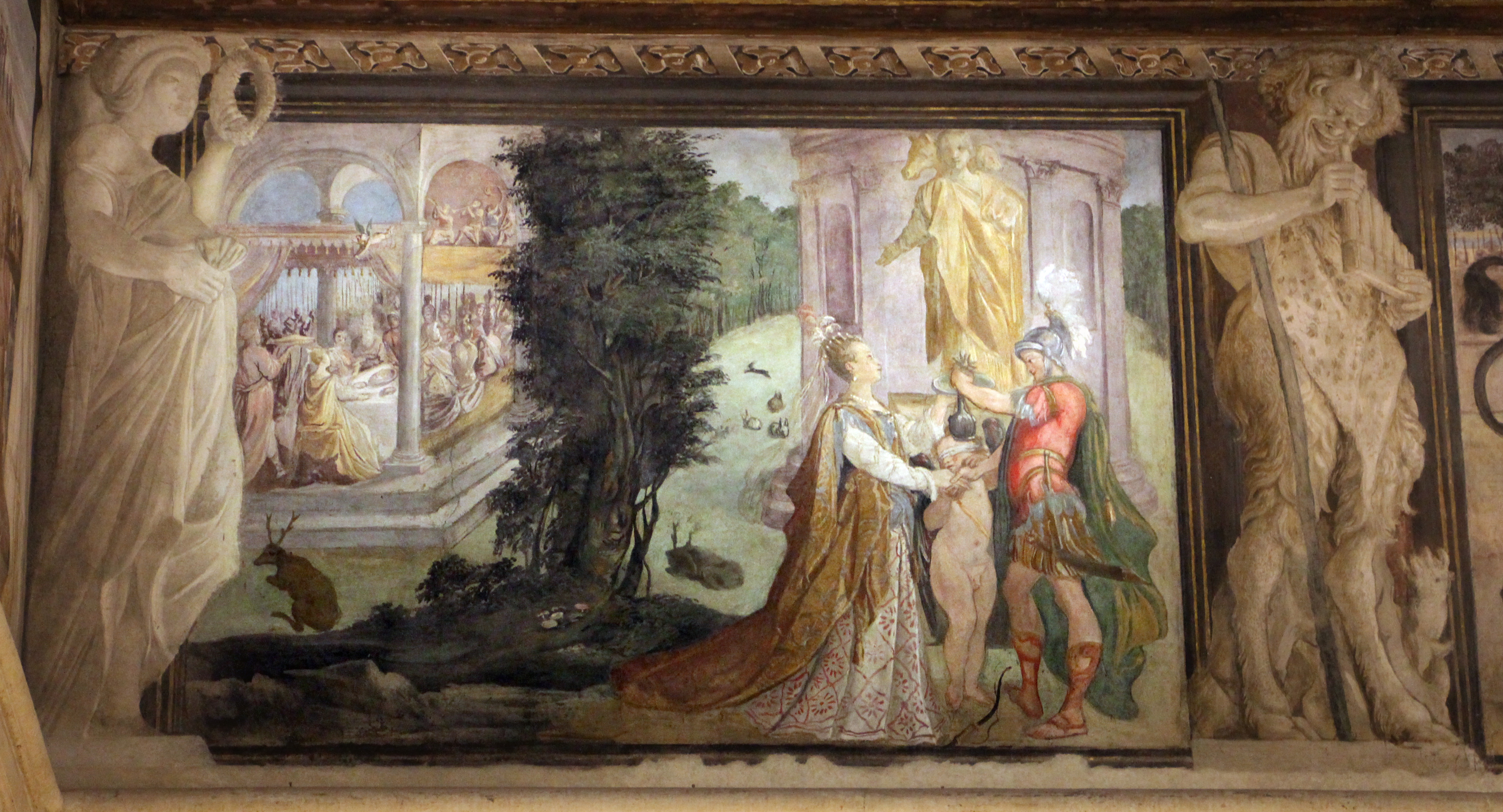
Medeia apaixona-se por Jasão

Eetes oferece a Jasão e aos seus companheiros um banquete que se vê em segundo plano no lado esquerdo. Mas então Eetes desconfia que os Argonautas querem conquistar o seu reino e diz a Jasão que a entrega do velo dourado fica dependente da superação de uma prova.
Entretanto durante o banquete Medeia apaixona-se fulminantemente por Jasão. Cupido pode vê-se a voar perto do capitel de uma coluna da loggia sob a qual ocorre o banquete e atira o seu dardo para Medeia. Então a maga, preocupada com o destino do seu amado, junta-se ao príncipe grego no templo de Hécate que está representada pela estátua tríplice que decora o templo circular, e entrega-lhe uma pomada mágica que o tornará invencível durante um dia inteiro, o que é suficiente para superar a prova de Eetes. No encontro entre Medeia e de Jasão participa um outro Cupido que vendado une as mãos direitas deles.

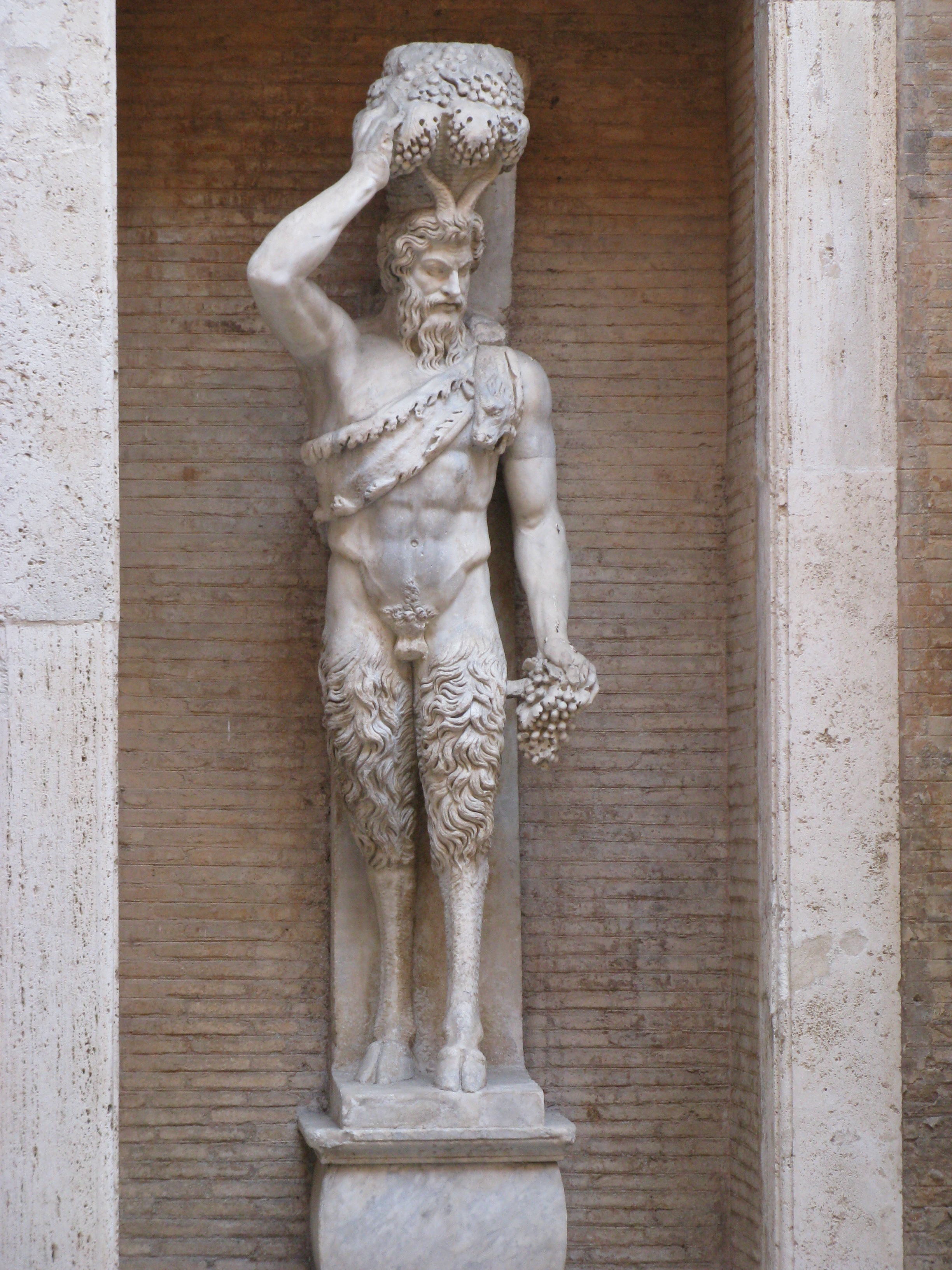
Um dos dois Sátiros della Valle, II ou III século d.C., Museus Capitolinos, Roma

A composição deste painel é especialmente próxima da gravura de Boyvin que representa o mesmo evento em Le Livre de la conquête de toison d'or. Mesmo a presença de Cupido é retomada deste antecedente do gravador francês dado que nenhuma outra fonte menciona a sua participação no encontro entre Medeia e Jasão perto do Templo de Hécate.
A cena é enquadrada por uma figura feminina e por Pã. A primeira tem sido entendida como Spes ou Vitória e é uma alusão de bom augúrio à ajuda de Medeia ao esforço dos Argonautas. Pã, por sua vez, deus do amor mais sensual, simboliza a força da paixão de Medeia por Jasão que não irá parar diante de nada.
O modelo monocromático do deus pastor poder ser identificado na dupla de sátiros que foi propriedade de Della Valle e agora em pertence às colecções capitolinas, reinterpretadas à luz de uma gravura que representa Pã na mitografia de Cartari.

#### O mito
A ação prossegue no palácio de Eetes, onde este oferece a Jasão e aos seus companheiros um banquete. Mas então o rei, temendo que a expedição dos Argonautas tenha como verdadeiro propósito a conquista do seu reino, revela a Jasão a sua desconfiança e decide subordinar a entrega do velo dourado à superação de uma prova.

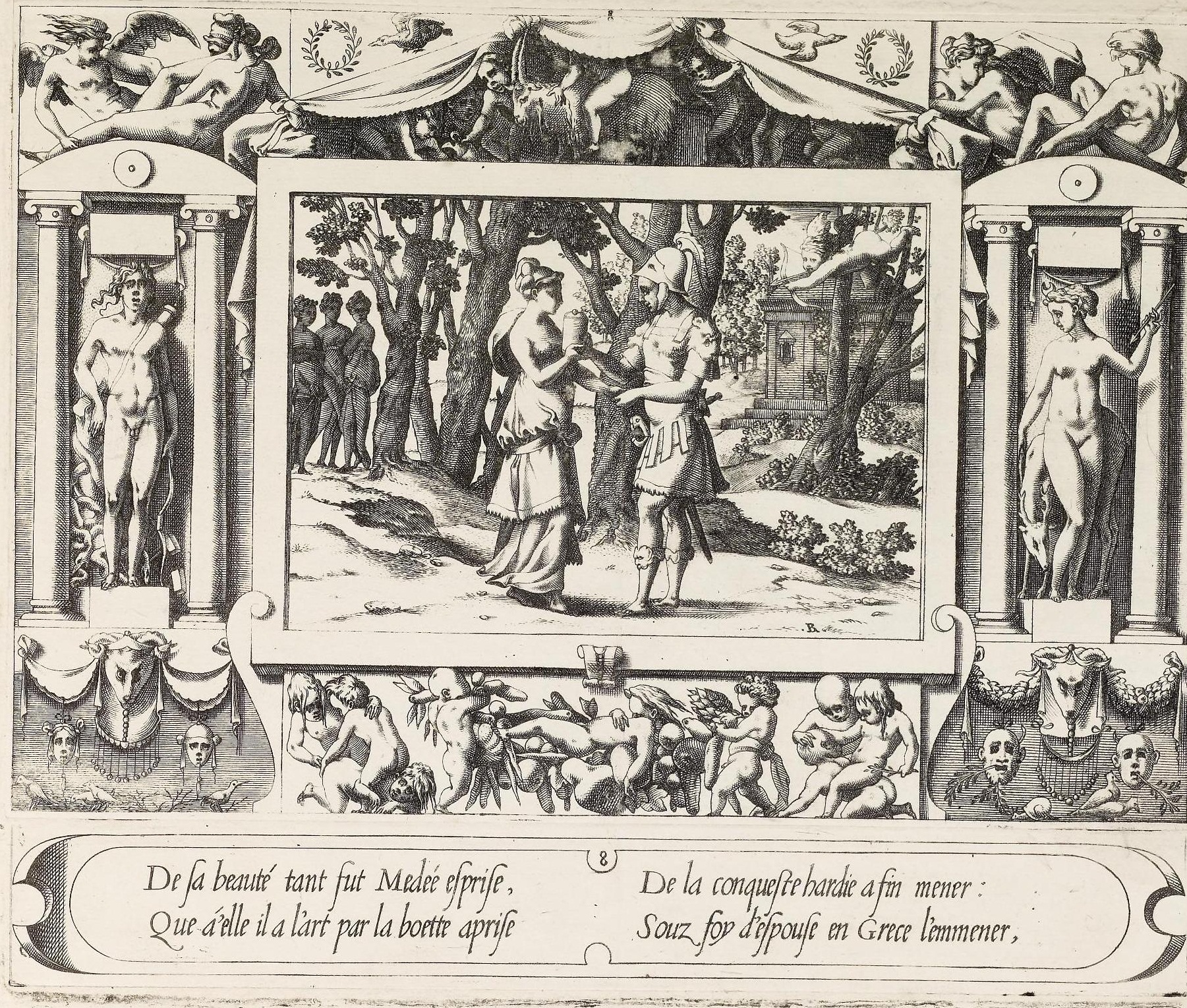
Encontro entre Medeia e Jasão (1563), gravura de René Boyvin no Livre de la conqueste de la Toison d'Or

Eetes diz a Jasão que tem touros com pés de bronze e que cospem fogo e que costuma colocar-lhe um jugo e lavrar um campo sagrado a Marte. Nos sulcos deixados pelo arado, semeia os dentes de um dragão, dos quais germinam inúmeros guerreiros ferozes que o rei mata depois. E se a Jasão quiser o velo dourado deverá fazer o mesmo.
Eetes, de facto, como se lê em Apolónio, considera que é impossível superar este teste: o verdadeiro propósito do rei é, portanto, libertar-se dos estrangeiros que vieram da Grécia.
Neste momento Juno vem em auxílio de Jasão. A protectora do chefe dos Argonautas pede a Vénus para que faça com que a filha de Eetes, Medeia, uma feiticeira poderosa e sacerdotisa de Hécate, se apaixone perdidamente por Jasão. Com os seus poderes, esta irá ajudá-lo a concluir com sucesso o teste.
E é o que acontece: Medeia vê Jasão durante o banquete e apaixona-se por ele. Então a maga, preocupada com o destino do seu amado, junta-se ao príncipe grego no templo de Hécate, representada esta pela estátua do trícipe que decora o templo circular, e entrega-lhe uma pomada mágica que o tornará invencível durante um dia inteiro, o que é suficiente para enfrentar touros e guerreiros nascidos dos dentes do dragão.

### Jasão doma os touros e semeia os dentes de dragão

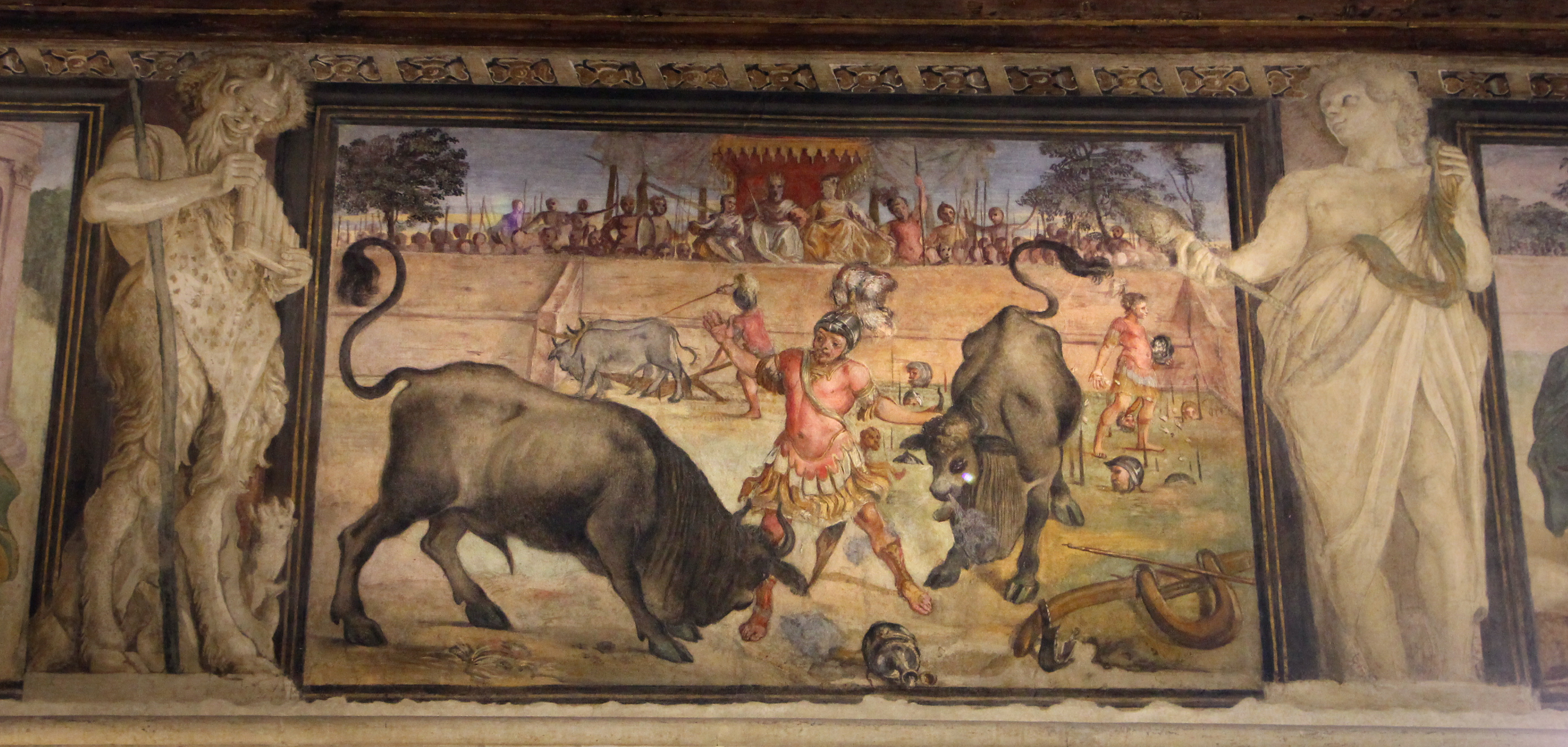
Jasão doma os touros e semeia os dentes de dragão

Fortalecido pela invencibilidade garantida pelos feitiços de Medeia, guardados na ampola com filtro mágico que se vê ao centro em primeiro plano, Jasão ultrapassa sem dificuldade a primeira parte da prova. Amansa facilmente os terríveis touros, e a seguir lavra e semeia o campo, vendo-se já as cabeças dos guerreiros nascidos dos dentes de dragão a despontar do chão.

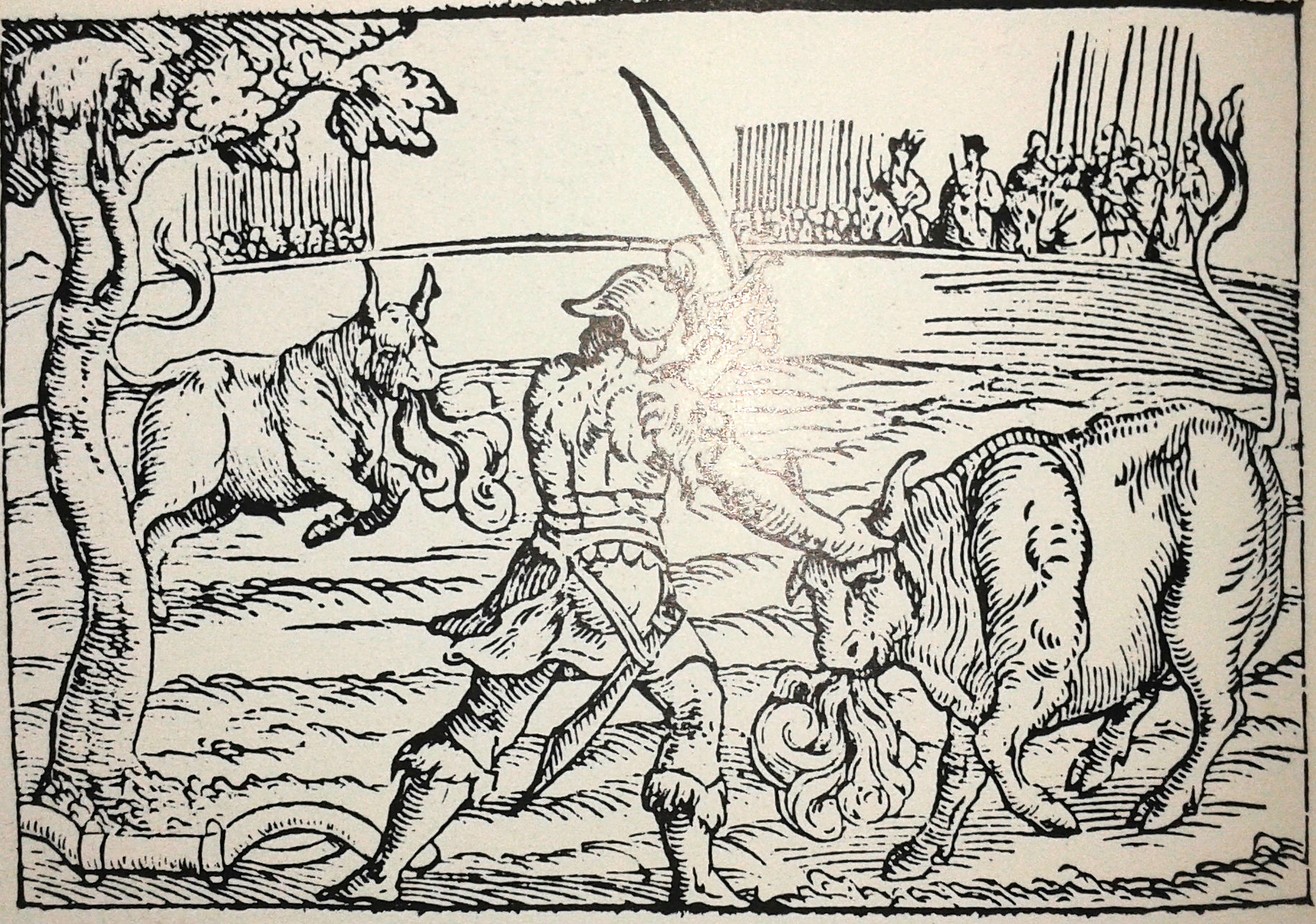
Jasão doma os touros, ilustração de Le metamorfosi di Ovidio; ridotte da Giovanni Andrea dell'Anguillara in ottava rima, 1558

Decorre tudo numa espécie de arena à volta da qual está uma tribuna onde Eetes e Medeia estão sentados. Por este detalhe e por uma similitude compositiva genérica, supõe-se que o autor do fresco, talvez Ludovico Carracci, possa ter tido em conta uma ilustração anónima que descreve o mesmo episódio na vulgarização das Metamorfoses de Ovídio, escrita por Giovanni Andrea dell'Anguillara e impressa em Veneza em 1558.
À direita está uma alegoria do Destino (Cartari) cujo significado seja talvez que o resultado dos árduos trabalhos a que Jasão teve de sujeitar-se já está de facto marcado pela vontade dos deuses de que Medeia é um instrumento.

### Jasão luta contra os guerreiros nascidos dos dentes de dragão

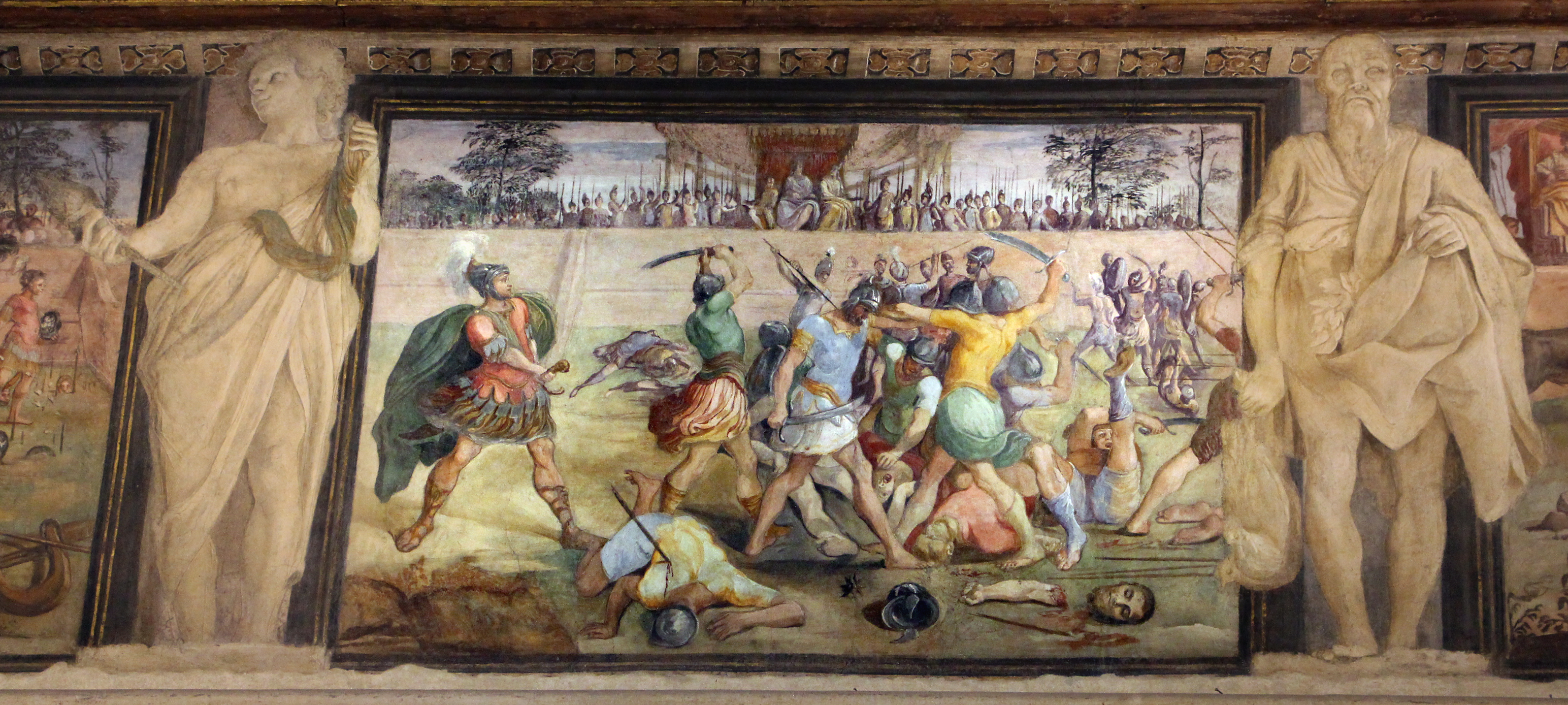
Jasão luta contra os guerreiros nascidos dos dentes de dragão

Também a segunda parte da prova imposta por Eetes é ultrapassada por Jasão, que usa, além da pomada mágica de Medeia, outro auxílio também dado pela feiticeira que o ama. Medeia disse-lhe para lançar no meio dos guerreiros que nasceram no campo uma grande rocha. Ao fazê-lo, todos se atirariam contra a rocha e acabariam por lutar e matar-se uns aos outros, conforme se vê no afresco. Jasão depois matou facilmente os sobreviventes.
No painel, talvez de Ludovico, foram encontradas várias semelhanças com as diferentes cenas de luta (as figuras caidas em terra pintadas habilmente em escorço, e pedaços de membros humanos espalhados no campo de batalha) que se vêem nas Histórias da fundação de Roma, o próximo (e último) empreendimento coletivo dos três Carracci.
O atlante da direita é Vertumno, uma divindade que presidia ao amadurecimento dos produtos da terra, vendo-se com um alforge de frutas ao ombro e segurando duas aves pelos patas com a outra mão, aludindo à prodigiosa germinação de guerreiros no campo semeado por Jasão.

### Jasão rouba o velo de ouro

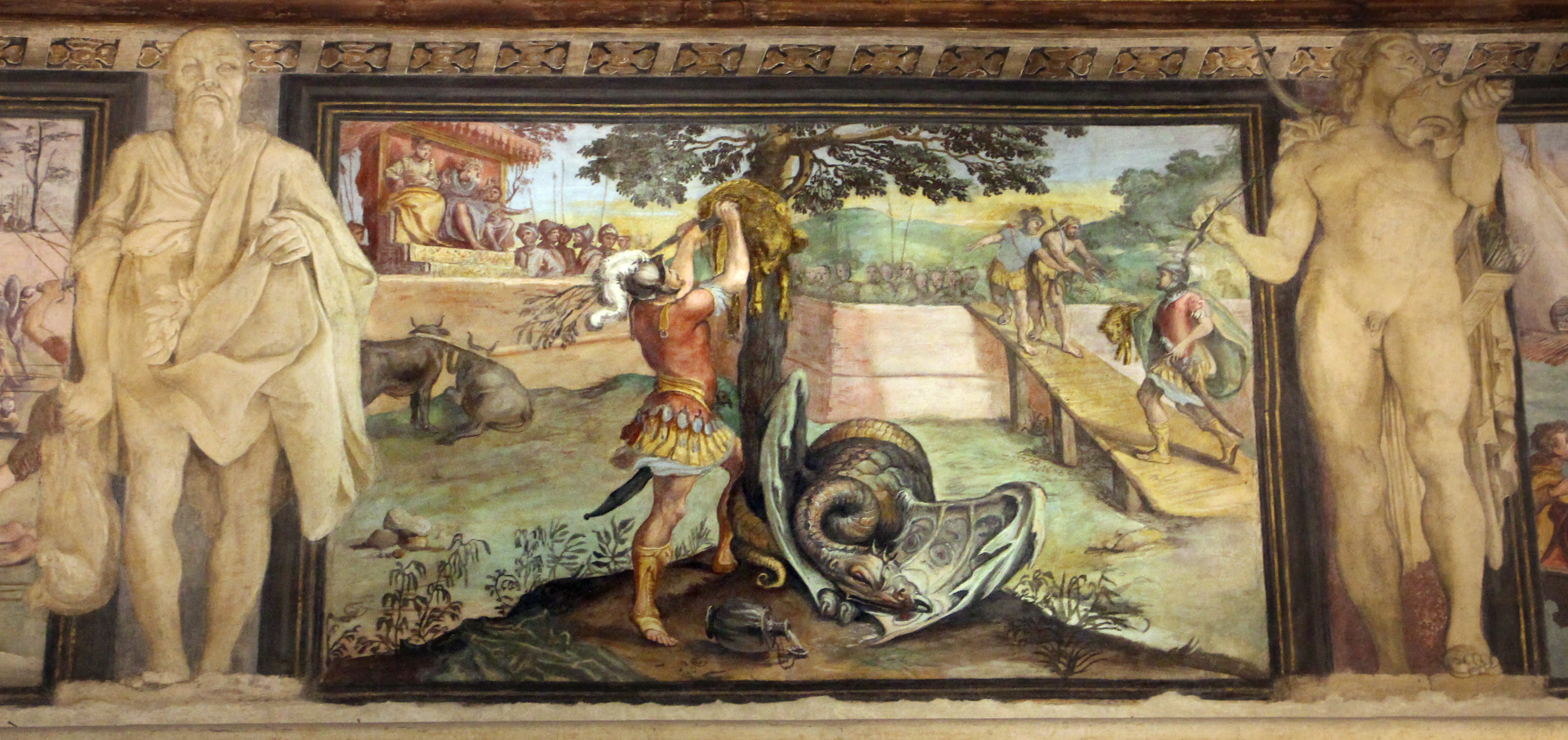
Jasão rouba o velo de ouro

Superada a prova imposta por Eetes, Jasão finalmente apodera-se do velo dourado. Por economia de meios, o episódio é encenado no mesmo lugar em que Jasão, nos dois painéis anteriores, domou os touros e exterminou os guerreiros do mal.

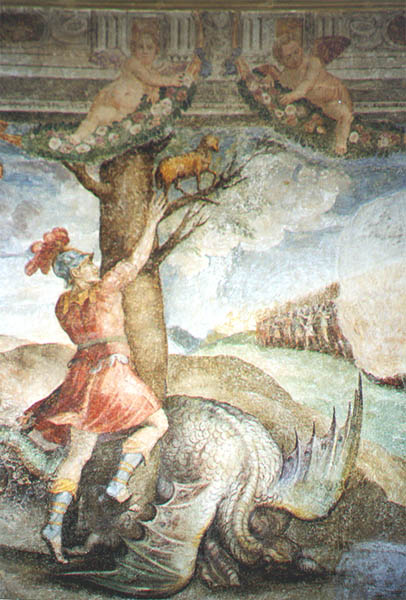
Jasão conquista o velo dourado, (século XVI), de Benedetto Caliari, Palazzo Mocenigo Querini, Padova

Da mesma tribuna assistem ao acontecimento um surpreendido Eetes e uma ansiosa Medeia. Mesmo neste episódio decisivo, o apoio da Medeia é crucial para Jasão. Ele adormeceu o dragão que guardava o velo usando outro filtro mágico fornecido pela princesa: como antes, vê-se o frasco em primeiro plano no centro do afresco.
A ação prossegue no lado direito: Jasão levando consigo o velo escapa rapidamente, fugindo ao longo de um passadiço na ponta do qual o aguardam Hércules e um outro companheiro. 

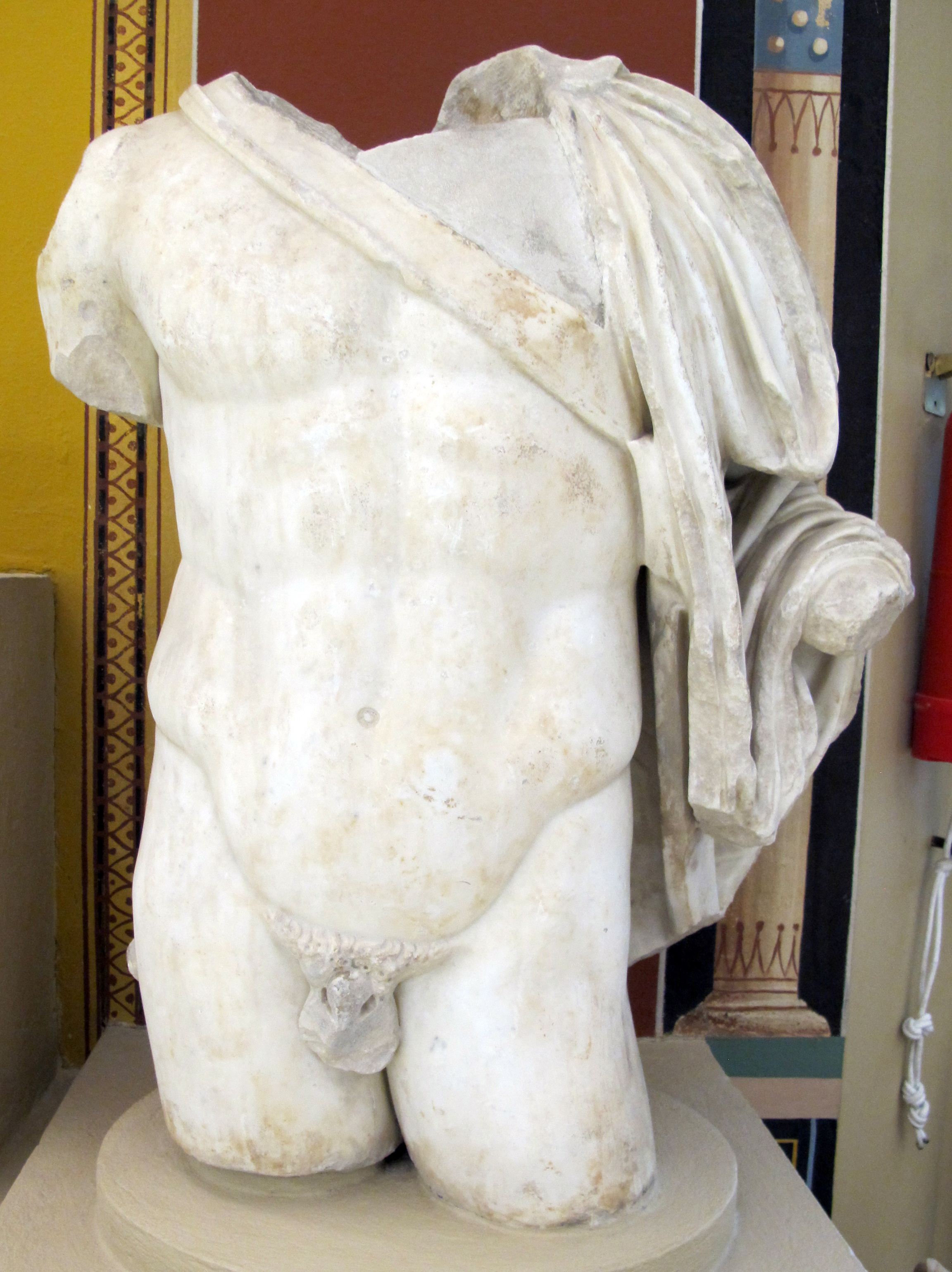
Torso de Diomede (II século d.C.), no Museu Cívico Arqueológico de Bolonha

A composição no centro deste afresco, com Jasão a tirar da árvore o velo fatal enquanto o dragão jaz adormecido, parece muito semelhante à representação do mesmo assunto que se vê num ciclo de afrescos atribuído a Benedetto Caliari, irmão do mais famoso Paolo Veronese, realizado no Palazzo Mocenigo, em Pádua.
A citação do afresco de Benedetto Caliari é considerada um indicador seguro para a atribuição deste painel a Agostino Carracci. O mais velho dos irmãos Carracci certamente esteve em Pádua em 1582 (ou imediatamente antes), como evidenciado pela data da gravura que Agostino tirou do painel de Paolo Veronese, Martírio de Santa Giustina (1575), localizado na igreja dedicada a esta santa.
O atlante da direita é Apolo que está tocando um arco, um instrumento parecido ao violino. A presença do deus do sol poderá aludir à prevalência do desígnio divino, que quer o retorno do velo dourado à Grécia, sobre as forças do mal encarnadas pelas monstruosas criaturas derrotadas por Jasão.
Tem sido indicado como o possível modelo deste atlante o torso de Diomedes que teve na origem uma estátua de Crésilas (V século a.C.) e que representava Diomedes mostrando o Paládio roubado dos troianos, uma estátua que, na antiguidade, foi objecto de várias cópias. Entre estas, de grande valor, embora mutilada, é a que se encontra Gliptoteca de Munique, enquanto uma das mais íntegras foi encontrada em Cumas e está actualmente no Museu Cívico Arqueológico de Bolonha.

### Medeia mata o seu irmão Absirto

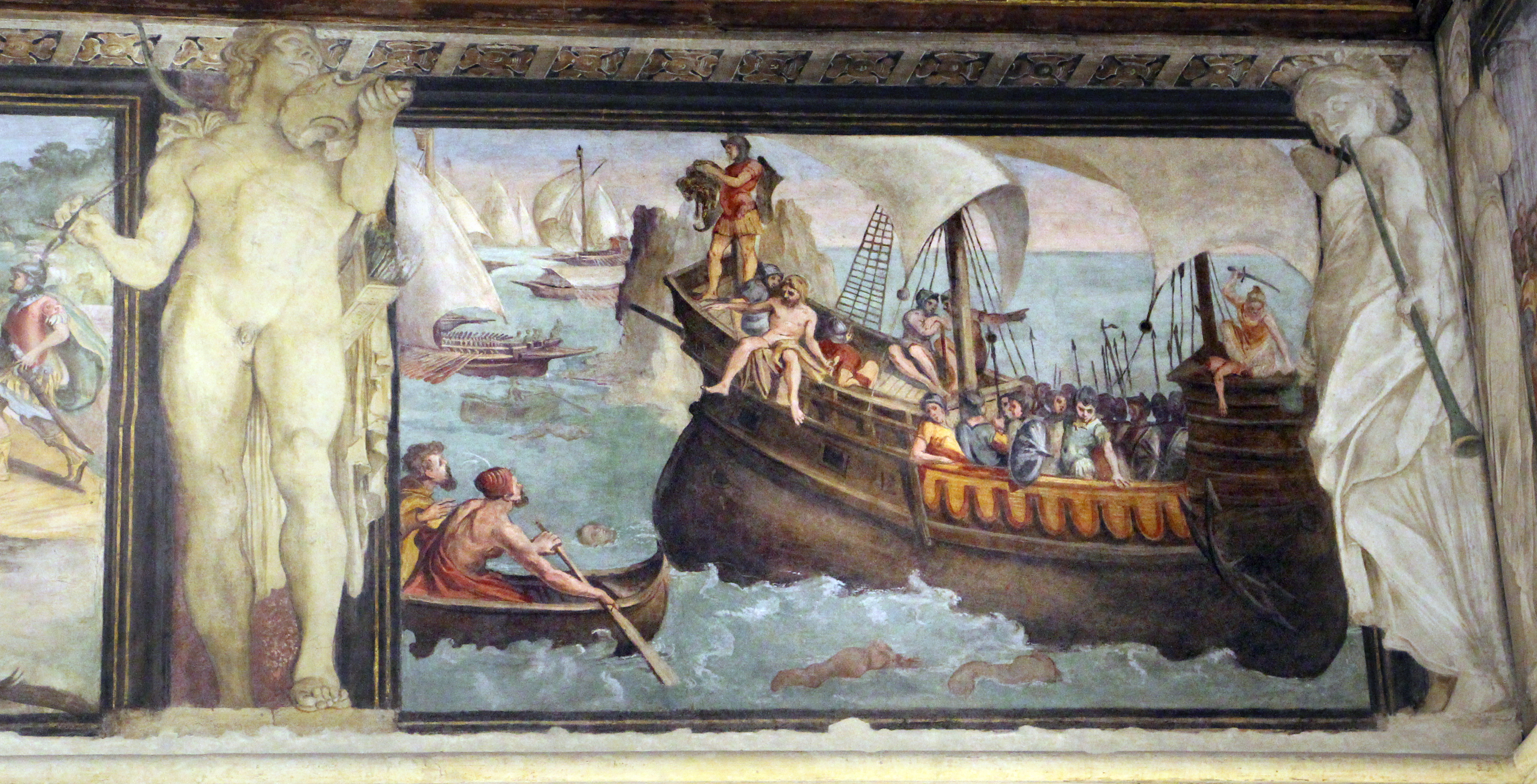
Medeia mata o seu irmão Absirto

Na tentativa de recuperar o velo, Eetes lança a sua armada em busca dos Argonautas que fogem, aos quais se juntou Medeia. Medeia está agora ligada a Jasão por uma paixão cega de quem não pode separar-se, e o príncipe grego, talvez mais por necessidade do que por amor, prometeu casar com ela. Além disso, Eetes descobriu que o jovem vindo de Iolco conseguiu apoderar-se do velo precisamente graças à ajuda da sua filha, traição que o rei da Cólquida pretende punir severamente.

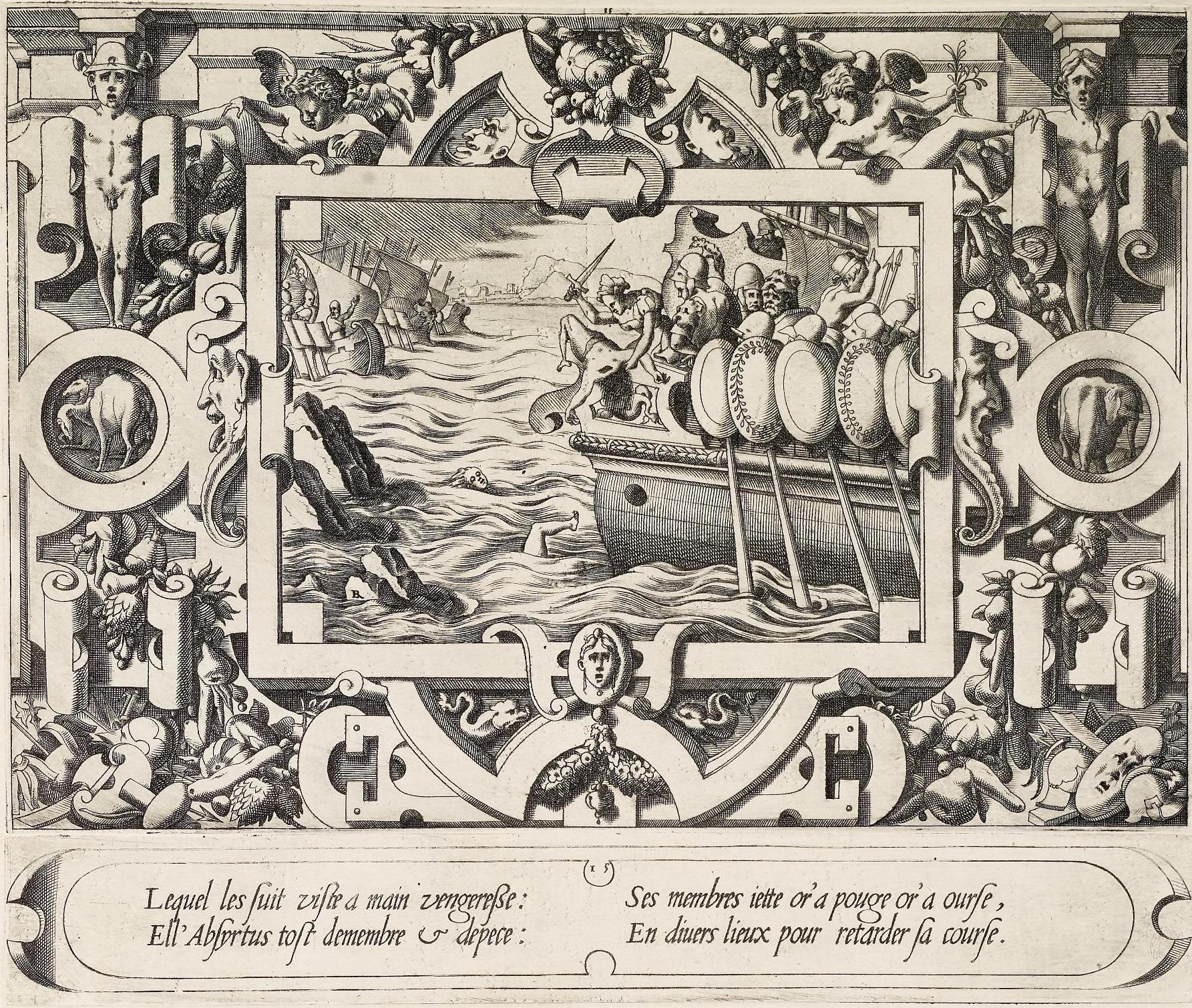
"Medeia mata Absirto" (1563) de René Boyvin, no Livre de la conqueste de la Toison d'Or

No navio dos Argonautas também vai Absirto, irmão de Medeia, que ela levou consigo graças de um estratagema. Dada a aproximação da frota de Eetes, Medeia, por amor de Jasão, comete um crime horrível. Mata Absirto despedaçando-o e atira ao mar os membros despedaçados dele. Deste modo, os perseguidores, sempre que Medeia lança um pedaço de Absirto para as ondas, são obrigados a parar para recolher os restos do filho do rei para garantir-lhe um enterro digno. Isto permite que os Argonautas ganhem terreno e acabem por salvar-se.
No castelo da popa da Argo está representada Medeia a matar o seu irmão Absirto e vendo-se membros deste a boiar no mar. Além de Medeia, são reconhecíveis no fresco, na proa navio do navio Jasão, mostrando o velo na direção da frota inimiga, e Hércules em posição sentada.
Para a maioria das fontes clássicas, a morte de Absirto ocorre de outra forma. Para Apolónio de Rodes, por exemplo, é Jasão quem mata o filho de Eetes, mesmo com a cumplicidade de Medeia. A fonte dos Carracci, não apenas no plano compositivo, mas também no plano narrativo, parece ser a gravura do Livro da conquista do Tosão de Ouro, que retrata o mesmo assunto.
O atlante da direita, uma figura feminina com asas e tuba, é uma alegoria de Fama, outra citação mítica de Cartari. Pode referir-se ao clamor que os eventos representados estavam destinados a suscitar.

### A entrega do velo dourado

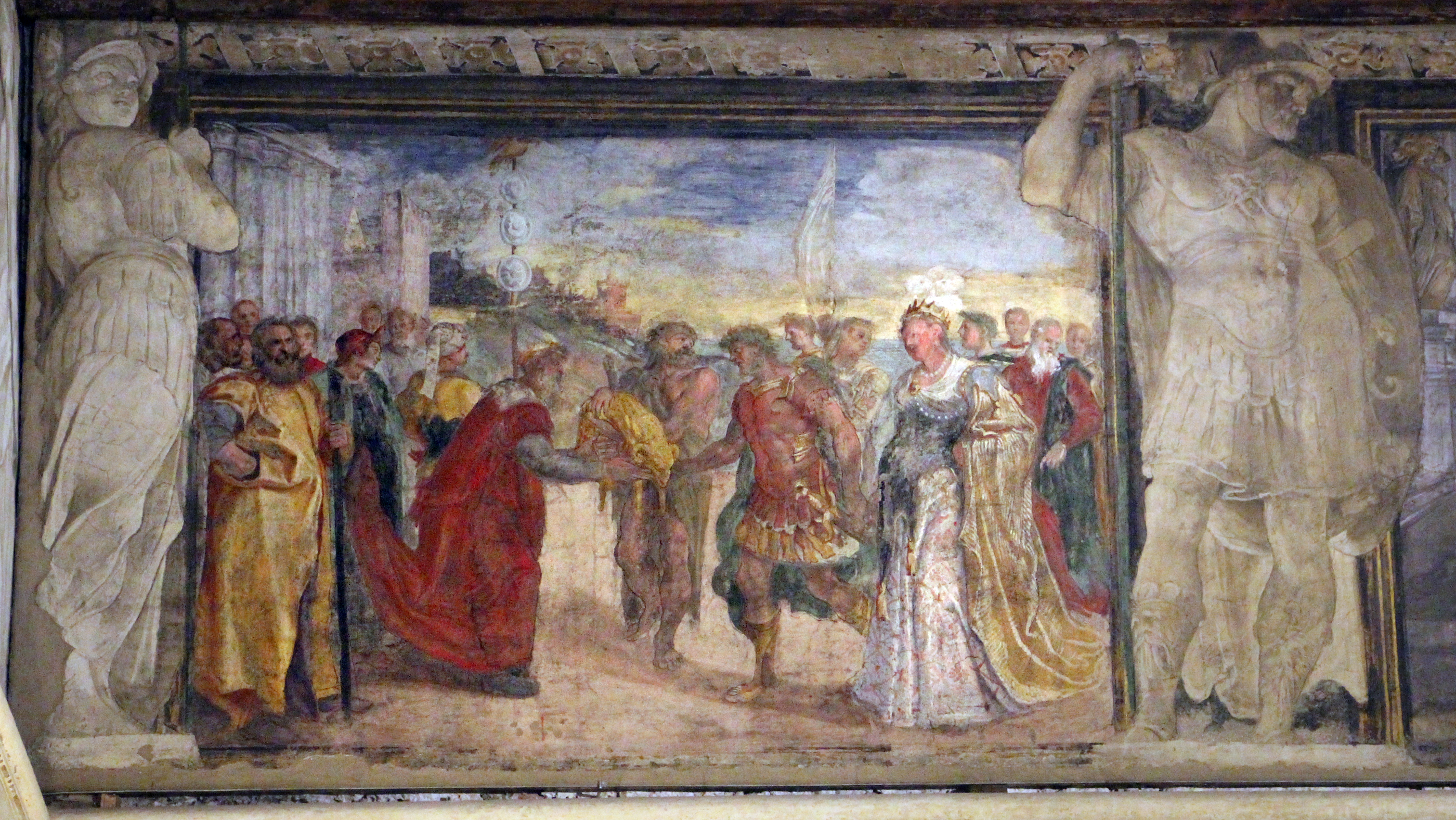
A entrega do velo dourado

Regressados finalmente à pátria, os Argonautas e, em particular, Hércules e Jasão, entregam o velo dourado a Pélias. Medeia, em sumptuosas vestes reais, está imediatamente à esquerda de Jasão (no lado direito do afresco).
Em frente do grupo de Argonautas, há, no lado esquerdo do painel, o de Pélias que veste um vistoso manto vermelho e da sua corte. O encontro ocorre ao ar livre com alguns edifícios que constituem solução arquitetónica e composicional que pode ter sido inspirada mais uma vez numa gravura de René Boyvin.

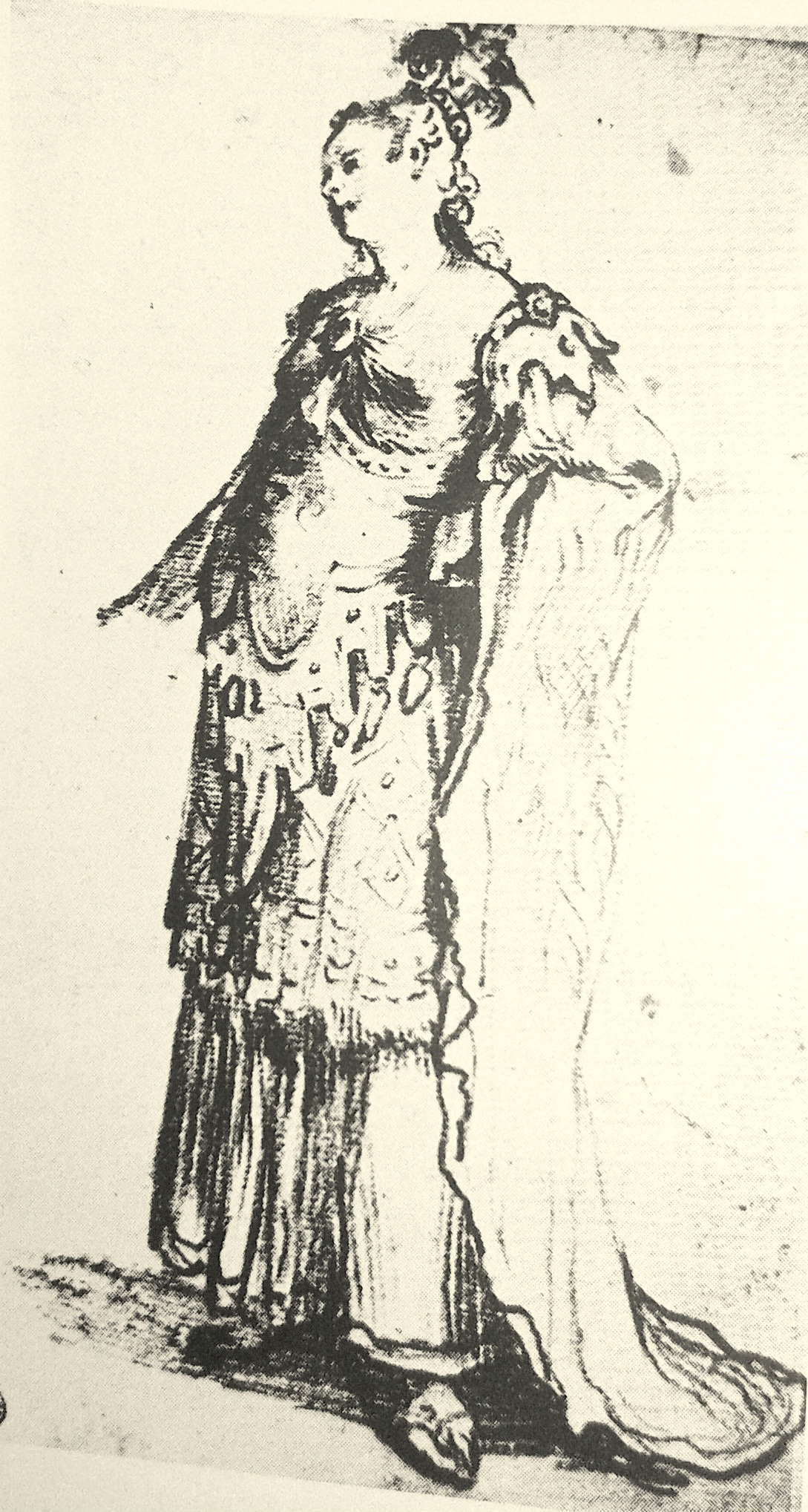
Estudo para Medeia, de Annibale Carracci, Uffizi

Em todo o ciclo do Palazzo Fava, este é o afresco em que a influência da pintura veneziana e, em particular, de Paolo Veronese é mais visível. Parece derivada dos tipos de Veronese, a figura de Jasão, comparável a muitas das suas representações de Marte, como a de Medeia, próxima da figura da princesa egípcia, mas em vestidos de grande senhora veneziana, que está no centro de Moisés salvo pelas águas também de Veronese.
Com efeito, o chefe dos Argonautas que se vê neste painel, com um tratamento explicitamente heróico, é significativamente diferente do que se apresenta, praticamente um jovem, nos painéis anteriores. Foi argumentado que a patente influência veneziana não foi casual, mas que foi escolhida precisamente como um estilo apropriado para representar o episódio da conclusão vitoriosa da lendária aventura de recuperar o velo dourado.

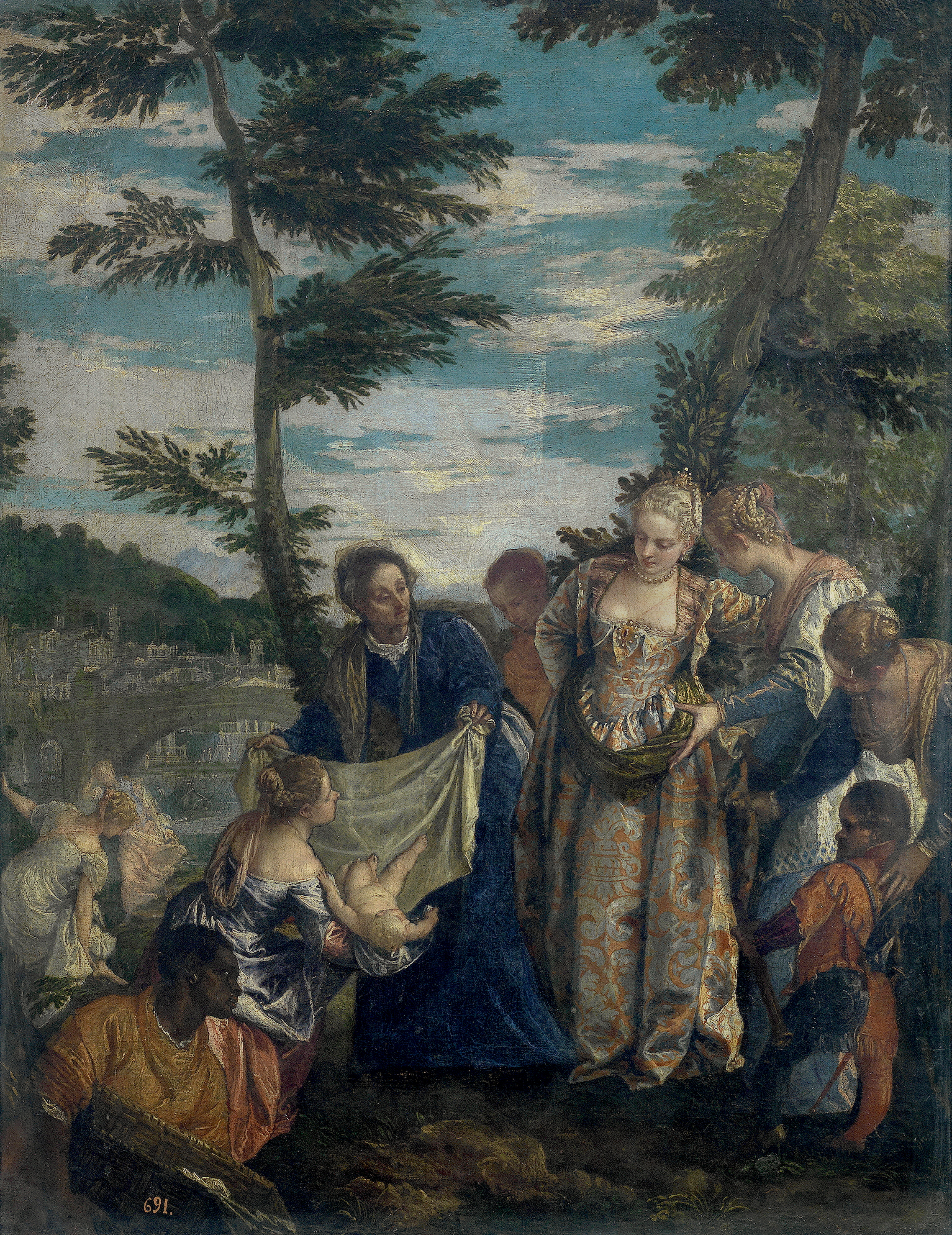
Moisés salvo pelas águas (c. 1580), de Paolo Veronese, no Museu do Prado, Madrid

Devido à influência de Veronese, o afresco da Entrega do velo dourado é quase exclusivamente atribuída a Agostino, o único dos três Carracci que naquela época já tinha estado certamente em Veneza, onde se dedicou à tradução para gravura de pinturas de Veronese.
Relativamente a este afresco, foi encontrado, nos Uffizi, um desenho preparatório da figura de Medeia que, não obstante a reconhecida atribuição do afresco ao mais velho dos irmãos Carracci, tem sido atribuído em vez disso a Annibale.
O atlante da direita é Marte, deus da guerra. O possível modelo de referência escultórico foi identificado no Mars Ultor que está actualmente nos Museus Capitolinos, uma estátua de que apenas o busto é da época romana, enquanto o resto da escultura atual é o resultado de integrações do século XVI.
A presença de Marte poderá aludir ao choque final entre Jasão e Pélias, que com o regresso do primeiro a Tessália acontecerá em breve, e em particular à vingança de Jasão (pelo próprio nome de Marte "Ultore", isto é vingador) pela usurpação do trono de Iolco.
À esquerda, por sua vez, está Minerva: também ela é uma divindade guerreira e, portanto, pode ter um significado complementar ao de Marte; mas Minerva também é a deusa da sabedoria e, portanto, pode estar relacionada ao conhecimento das artes mágicas de que Medeia, também na Grécia, dará prova.
De acordo com várias fontes, no triunfo de Jasão não pôde participar Esão, velhíssimo e praticamente no final da vida. Jasão, afligido pela próxima morte do seu pai, pede a Medeia que use a sua magia para rejuvenescer Esão.

### Feitiços de Medeia

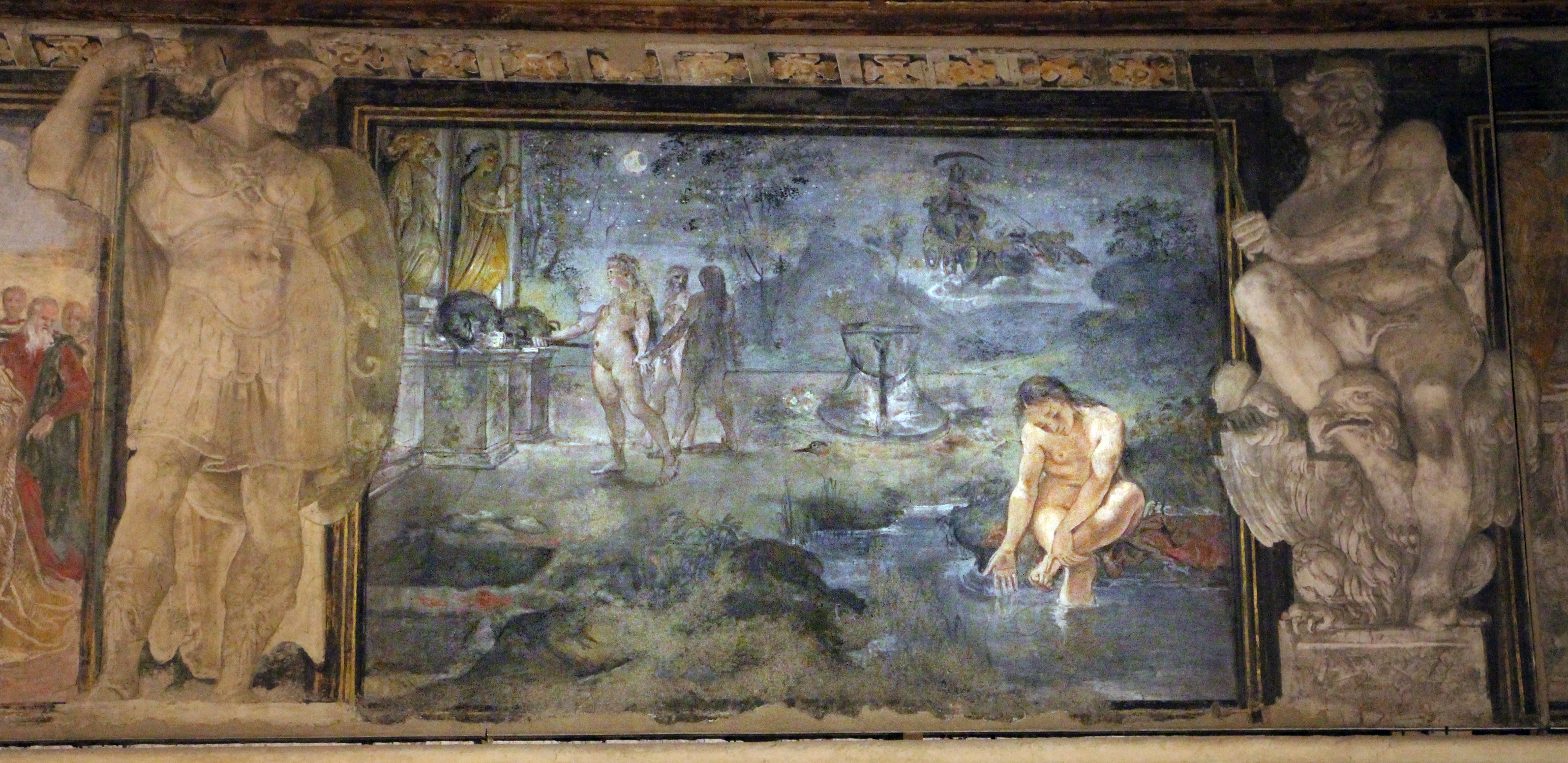
Feitiços de Medeia

A cena é tomada do relato de Ovídio (Metamorfoses, Livro VII) que descreve os rituais mágicos através dos quais Medeia, a pedido do seu noivo, Jasão, se prepara para rejuvenescer o pai dele, Esão.
O painel Feitiços de Medeia, atribuído a Annibale ou a Ludovico, é provavelmente o mais notável de todo o friso pela fascinante atmosfera que o envolve.

### Rejuvenescimento de Esão

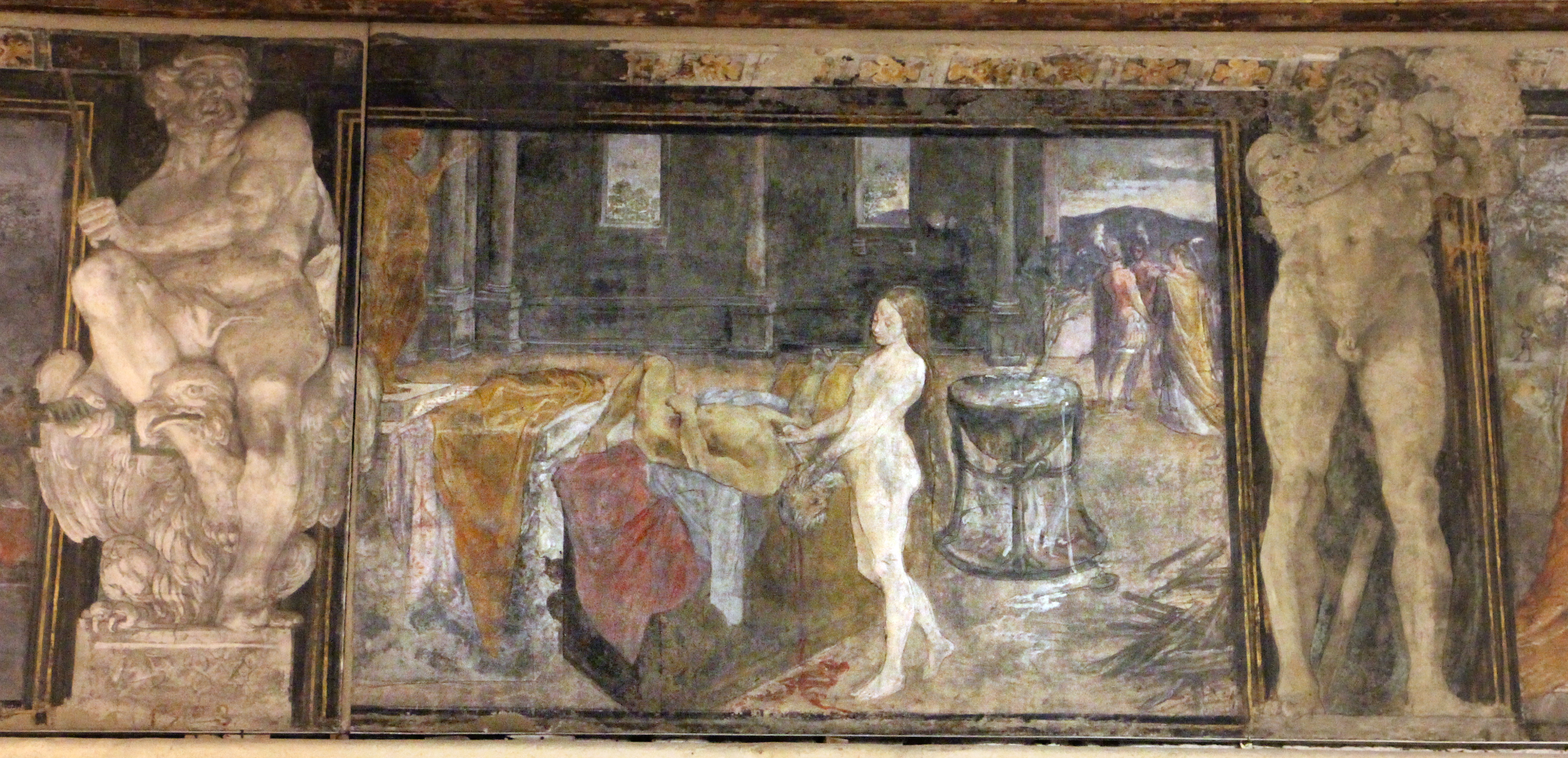
Rejuvenescimento de Esão

O afresco é objecto de duas leituras diferentes. Segundo uns, este é o seguimento imediato da cena anterior. Medeia, portanto, agarra o pai de Jasão e nas suas veias verte, para substituir o velho e cansado sangue de Esão, o filtro mágico preparado durante os feitiços nocturnos mostrados no painel anterior.
Outra visão é que Medeia está a matar Pélias, dando cumprimento ao que as filhas deste rei ilegítimo de Iolco, enganadas por Medeia, começaram a fazer pensando (precisamente por causa do engano de Medeia) que rejuvenesciam o pai delas também.
Várias considerações favorecem a leitura original. Em primeiro lugar, ao fundo, Jasão aparece com outras figuras: tal parece condizer com o texto de Ovídio (a fonte também desta cena) o qual conta que Medeia, antes de tratar do rejuvenescimento de Esão, ordena a todos os presentes que a deixem sozinha (ainda que, em Ovídio, o ritual sobre Esão se passa ao ar livre, e aqui é numa sala).
Além disso, se fosse o assassinato de Pélias, não se entenderia a sequência com a próxima cena. Em Ovídio, de fato, o "truque" de Medeia que ressuscita um cordeiro, isto é, o sortilégio com que ela engana as filhas de Pélias, é anterior e não posterior à morte deste.

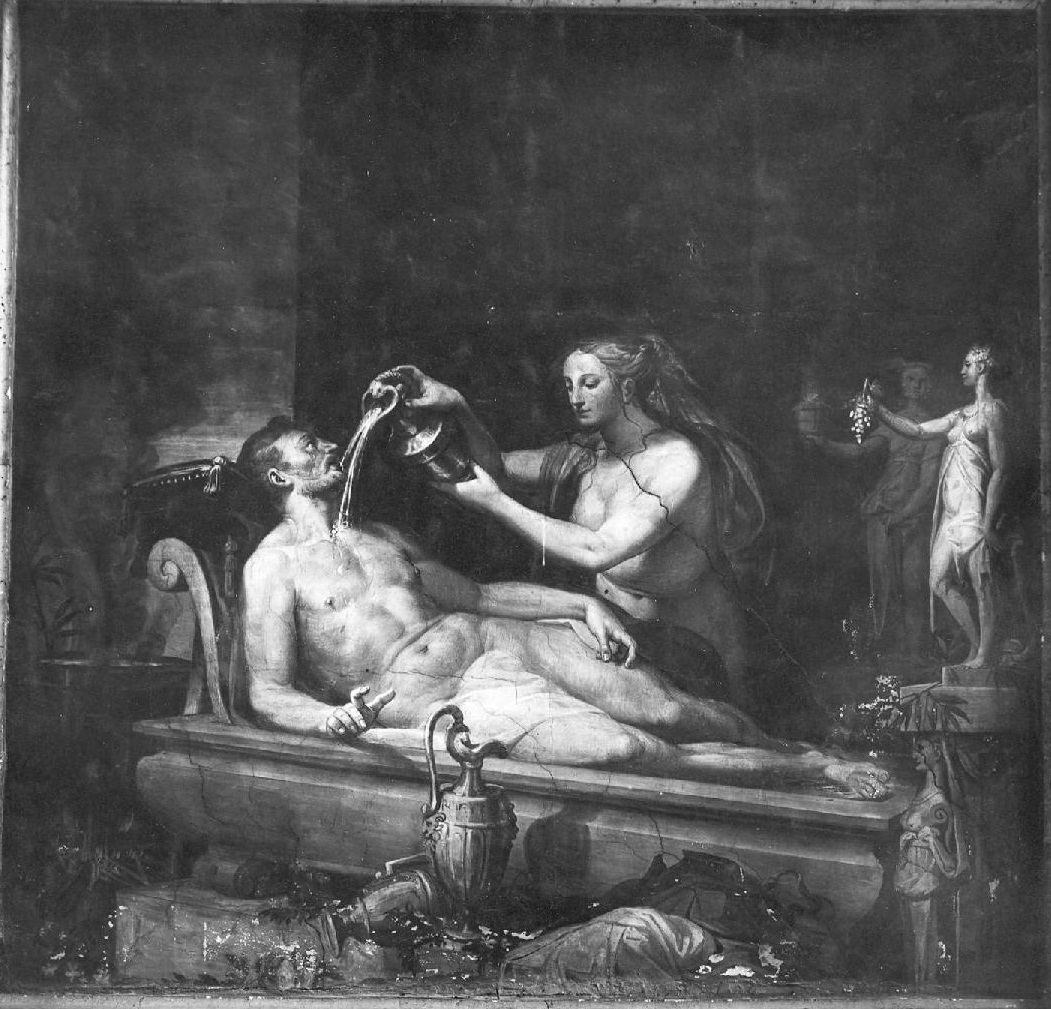
Medeia rejuvenesce Esão, (meados do século XVI), Pellegrino Tibaldi, Palazzo Marescalchi, Bolonha

O tema - se, de fato, está representado o rejuvenescimento de Esone, teve um precedente notável no já mencionado afresco de Pellegrino Tibaldi realizado para a mesma família Fava.
A arquitetura da sala em que Medeia está operando é especialmente refinada, tratando-se talvez do fruto da reflexão sobre os tratados de arquitectura de Vignola.
A cena está enquadrada por Júpiter e Saturno. O primeiro provavelmente alude e encarna a omnipotência. O que Medeia está a fazer, que é trazer juventude a um velho moribundo, é um prodígio tal que encarna o conceito de omnipotência da qual o rei dos deuses é o titular supremo.
Na base onde pousa a águia em que Júpiter se senta está a data 1584, considerada como a do fim do friso.
Sobre o atlante com Júpiter, narra Malvasia, em Felsina Pittrice, a anedota segundo a qual muitos observadores do friso costumavam tocar nesta figura para se certificar de que era uma pintura e não uma escultura verdadeira.

### A prova do cordeiro

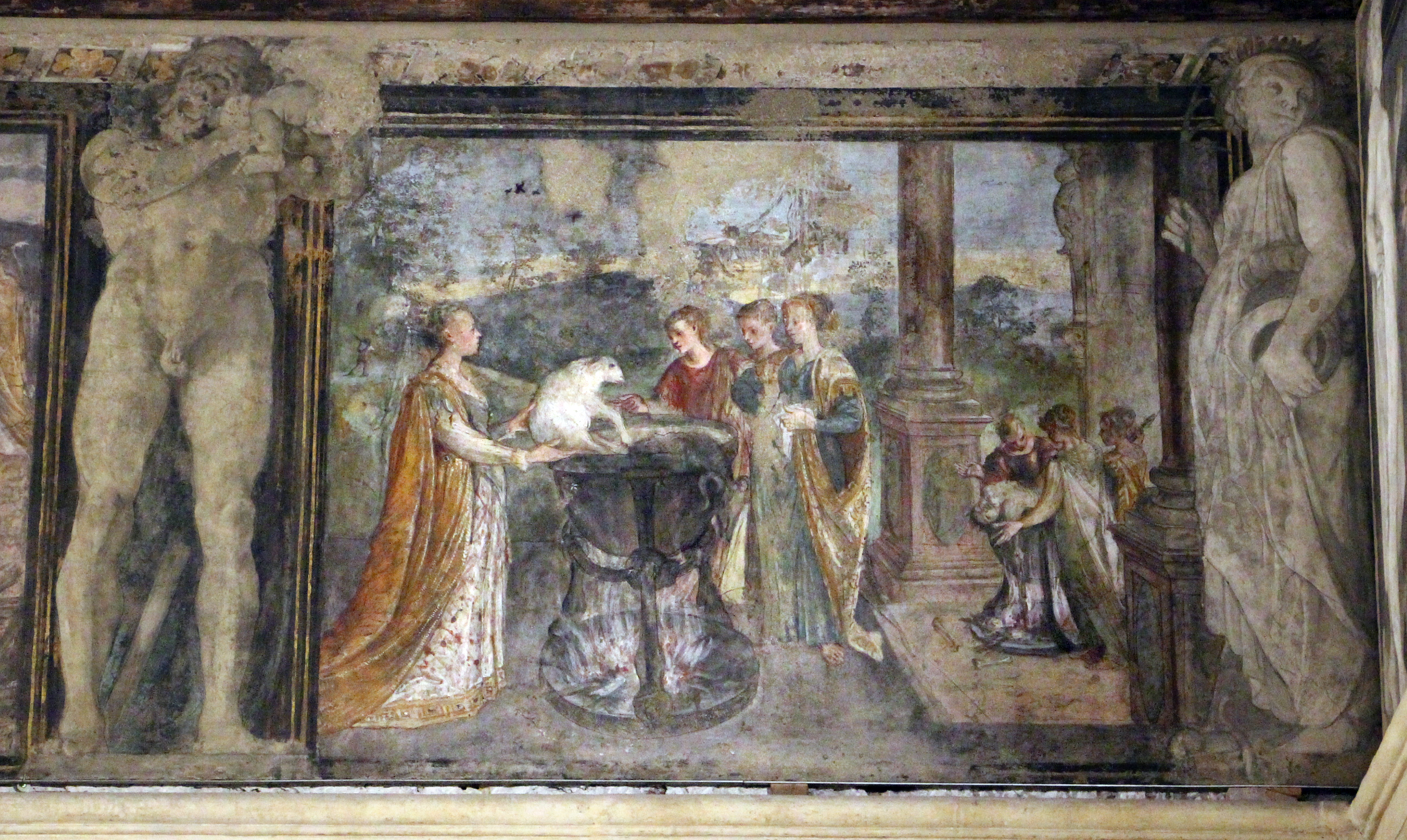
A prova do cordeiro

No último afresco do friso, prossegue a representação do narrado por Ovídio. Medeia está agora no palácio de Pélias, que está muito decrépito sob o peso dos anos. Medeia conta às filhas dele, usurpador do trono de Iolco, o feitiço que acabou de fazer a Esão para o rejuvenescer. As filhas de Pélias querem que ela faça o mesmo ao pai delas. Medeia para calar qualquer resistência delas e para lhes dar uma demonstração dos seus poderes sobrenaturais pede-lhes uma ovelha velha. Então agarra no animal e mergulha-o num caldeirão com a poção mágica donde sai subitamente um cordeirinho a balir.
As filhas de Pélias perdem qualquer receio. Medeia então prepara uma nova poção, desta vez feito com ervas desprovidas de qualquer virtude mágica. Enquanto Pélias dorme, as suas filhas vão à sua cabeceira e começam a abaná-lo. Mas são tomadas de terror e batem-lhe às cegas para o acordar: Pélias está prestes a acordar quando Medeia agarra numa espada e decididamente corta-lhe a garganta matando-o.

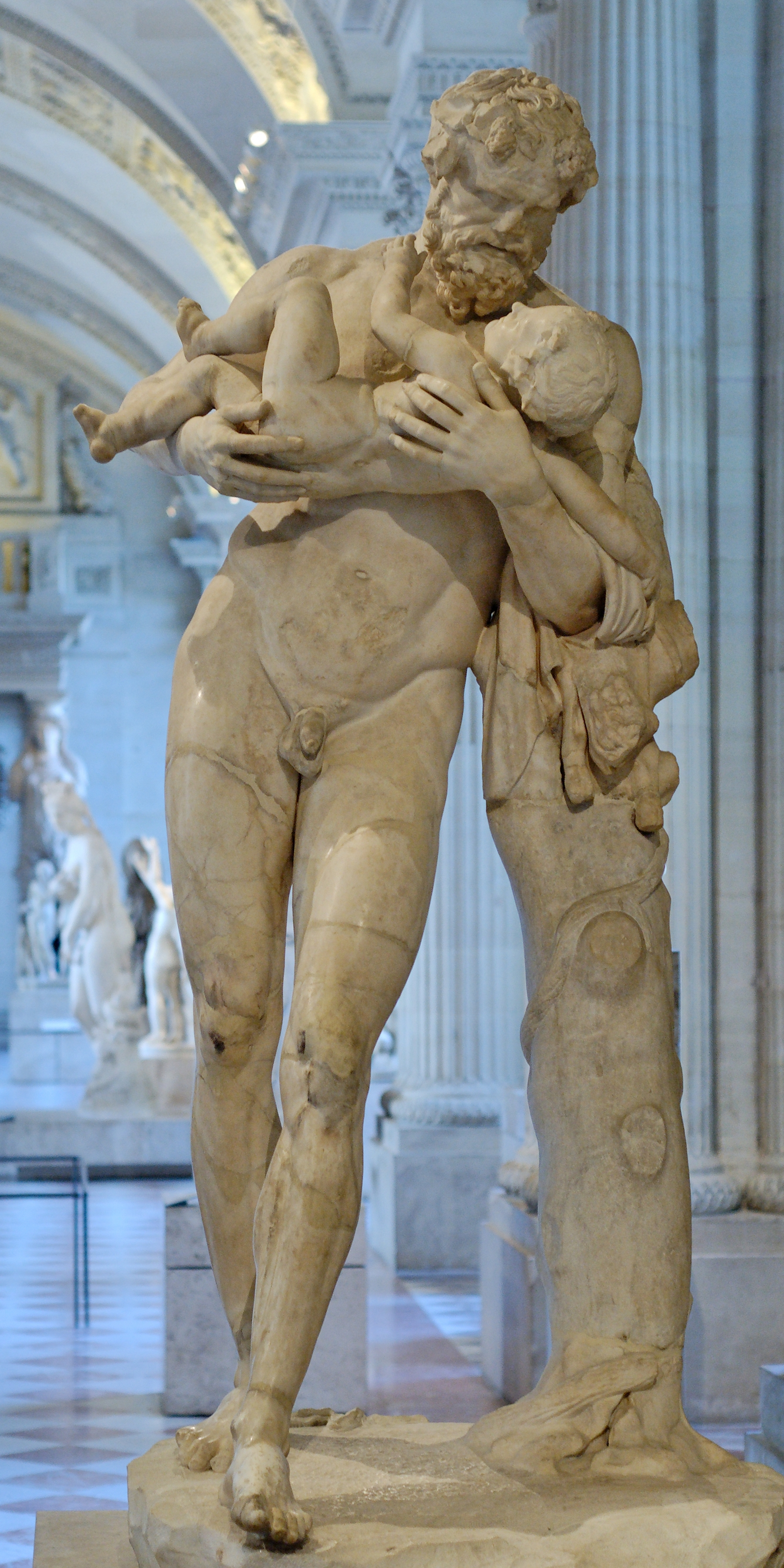
Sileno con Bacco fanciullo, (I-II século d.C.), Louvre, Paris

A maga a seguir foge no seu coche puxado por dragões alados. É o episódio representado em fundo, mas que está quase irreconhecível devido a algumas quedas de gesso naquele ponto.
Diferente será a leitura do afresco se no painel anterior estiver o assassinato de Pélias. Neste caso, as filhas de Pélias (à direita) trazem o pai morto a Medeia e esta, para desculpar-se da acusação,  demonstra-lhes o seu poder para rejuvenescer as criaturas com a prova do cordeiro.
O atlante à esquerda é Saturno, uma divindade que portanto aparece duas vezes no friso, desde que na anterior (entre o Sacrifício de Pélias e a Construção da Argo) se entenda que não é Éolo. Mesmo neste caso, a sua aparição está relacionada com o tema do parricídio.
Este atlante parece ter tido como modelo a estátua de Sileno com Baco criança que já esteve na Coleção Borghese e se encontra actualmente no Louvre, escultura que foi durante muito tempo mal interpretada como representação de Saturno a levar um dos seus filhos à boca para devorá-lo.
O atlante da direita (o vigésimo e último do friso) é uma Vitória com uma palma na mão direita e um elno na da esquerda (iconografia mais uma vez deduzida de Cartari). O último atlante simboliza o triunfo definitivo de Jasão e Medeia sobre Pélias.
Também foi notado que a Vitória olha para um ponto específico no salão. Supõe-se que ela pudesse estar voltada para a lareira que tinha a decorá-la o episódio perdido do assassinato de Creusa e que portanto poderia aludir também à vitória de Medeia sobre a traição de Jasão. No entanto, é uma suposição indemonstrável pois que é completamente desconhecido o local da sala onde estava a lareira desaparecida.

### A morte de Creusa

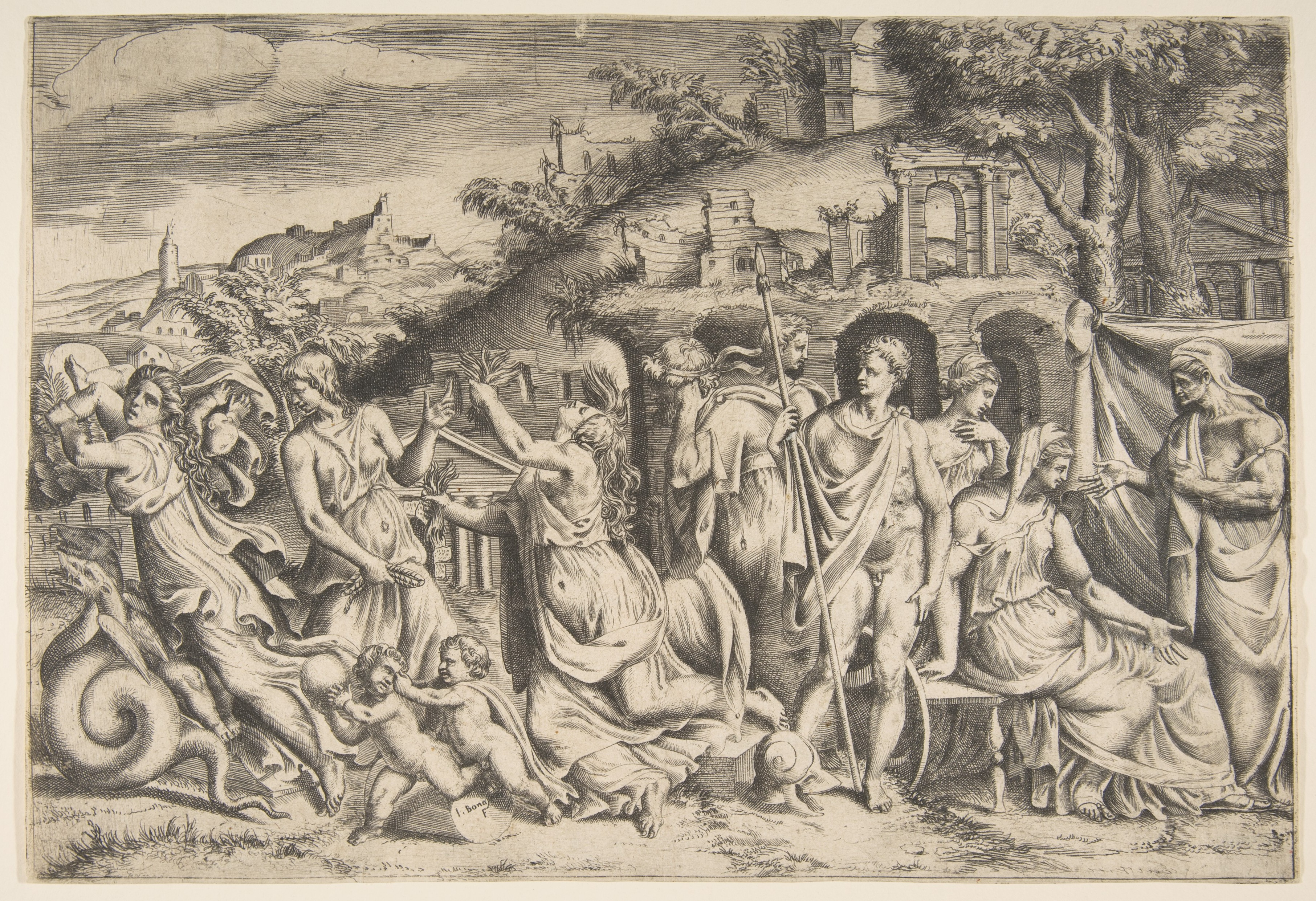
A morte de Creusa, gravura de Giulio Bonasone, no Metropolitan Museum of Art de Nova Iorque

Não há testemunhos gráficos conhecidos da decoração perdida da lareira do salão do Palazzo Fava. Só a conhecemos graças à descrição de Malvasia no seu livro Felsina:
«na fachada da lareira, com toque também de Ludovico, vê-se o presente incendiário, traição também usada pelos nossos, enviado pela engenhosa e apaixonada Medeia para os seus próprios filhos e Jasão, para a nova esposa dele Creusa, que permanece assassinada e morta.».
O tema já tinha um precedente notável na tradição artística bolonhesa constituido por uma gravura de Giulio Bonasone, pintor e gravador bolonhês, que se inspirou, por sua vez, na iconografia dos sarcófagos da época romana, retratando os acontecimentos finais da Medeia de Eurípides. Um bom exemplo de tais esculturas funerárias é a atualmente preservada no Altes Museum de Berlim.

## Apreciação crítica

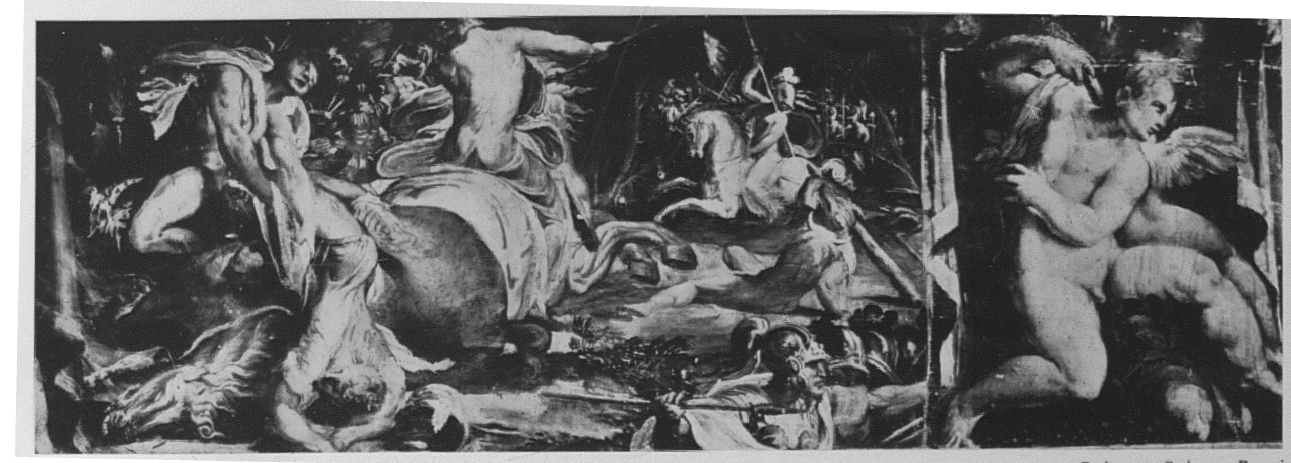
História de Camila (c. 1550), Niccolò dell'Abbate, no Palazzo Poggi, Bolonha. Um dos exemplos mais significativos de afrescos em Bolonha antes da reformulação do género pelos Carracci no Palazzo Fava.

De acordo com Malvasia, as Histórias de Jasão e Medeia não tiveram grande acolhimento. Refere o historiador bolonhês que o conde Fava chamou ao palácio o conhecido pintor Bartolomeo Cesi para ouvir a apreciação dele sobre o friso dos Carracci, tendo Cesi apresentado várias críticas à obra, principalmente às partes respeitantes a Annibale. Para Cesi, de fato, os afrescos tinham um formato "áspero e impuro", e por outro lado, as cenas eram muito pequenas, tanto assim que, dado o tamanho da sala, em alguns deles, e particularmente os mais preenchidos, não era fácil perceber o que estava representado.
Continuando com o contado em Felsina, estas críticas tiveram o seu efeito pois Filippo Fava, quando decidiu encomendar o próximo friso com as Histórias de Eneias, quis que fosse realizado apenas por Ludovico que fora poupado nas críticas de Cesi, ordem que o mais velho dos Carracci não respeitou rigidamente, fazendo os primos trabalhar encapotadamente, mesmo no terceiro friso encomendado por Fava para a sua residência.

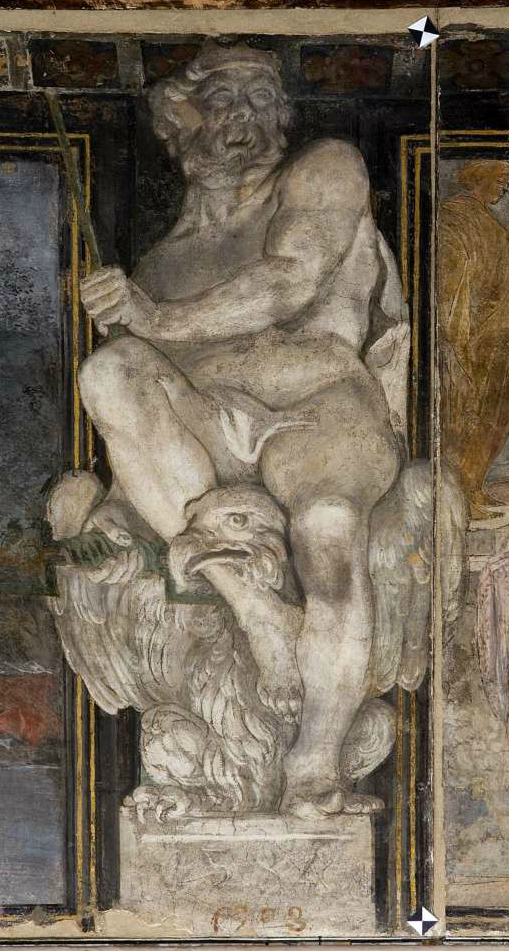
Júpiter, um dos falsos atlantes mais notáveis do friso

Diferente é a opinião da crítica moderna que encontra nas Histórias de Jasão e Medeia uma variante revolucionária do sistema decorativo em friso face ao que anteriormente tinha havido em Bolonha.
Esta nova abordagem baseia-se na distinção clara entre os elementos decorativos que cercam as cenas (os "terminais", ou falsos atlantes) e as partes narrativas do friso. No ciclo do Pallazo Fava, de fato, os falsos atlantes são constituídos por falsas esculturas monocromáticas que parecem estar num plano espacial ilusoriamente saliente, ainda que enquadrem genericamente as histórias dos Argonautas: não há confusão possível entre as partes decorativas e as partes narrativas, tornando assim clara e ritmada a leitura do friso.

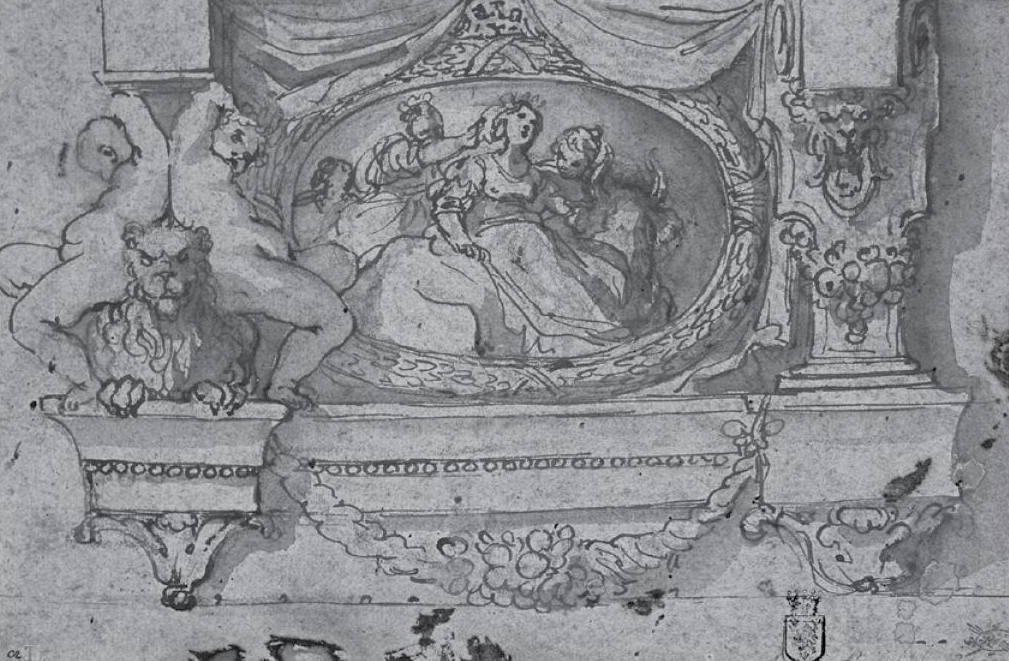
Annibale Carracci, Estudo para a Saleta da Europa do Palazzo Fava, c. 1584, em coleção privada

Ao mesmo tempo, a variada espacialidade dos terminais permite estabelecer uma relação igualmente ilusória com a arquitectura real da sala, o que era uma novidade face aos anteriores frisos existente em Bolonha.
São novas ideias destinadas a serem retomadas e desenvolvidas no subsequente empreendimento do Palazzo Magnani, onde os três Carracci pintaram um friso com a Histórias da fundação de Roma, a sua obra-prima coletiva, são ainda parcialmente identificáveis nos Os Amores dos Deuses, na Galeria Farnese, obra-prima de Annibale Carracci e marco da pintura barroca..
De acordo com algumas perspectivas críticas, a paternidade desta nova concepção decorativa poderá ser atribuída corretamente a Annibale, que emergiu já no outro friso contemporâneo do Palazzo Fava com as Histórias de Júpiter e Europa, cuja ideia, como parece deduzir-se de alguns desenhos preparativos sobreviventes, serão do mais novo dos Carracci.